# Magyarországi iparvágányok listája

Magyarország közforgalmú vasúti hálózata

Az alábbi lista a magyarországi iparvágányok listáját tartalmazza. Az állomási, ipari célra használt – de külön, zárt iparterületre nem vezető – rakodó-, csonka-, delta-, gurítódombi- és kihúzóvágányok,  a teljesen elbontott vonalak, illetve a keskeny nyomközű vasutak iparvágányai nem szerepelnek a listában. Az elsődlegesen teherszállításra használt országos közforgalmú vasútvonalak számozásukkal megjelölve a táblázatok előtt szerepelnek.

## Jelmagyarázat
– használatban

 – használaton kívül, létezik

 – használaton kívül, elbontva
Ahol nincs jelzés, nem ismert az iparvágány állapota, használata.

## Budapest
Az egyes vasútvonalak budapesti iparvágányait a fenti szócikk miatt lentebb nem közöljük.

## HÉV vonalakhoz kapcsolódó iparvágányok
Az egyes HÉV-vonalak budapesti és Budapesten kívüli iparvágányait a fenti szócikk miatt lentebb nem közöljük.

## 1. Budapest–Hegyeshalom–Rajka-vasútvonal
- nem szerepel az iparvágányok között az iparvágányszerű, rövid:
  - Győrszentiván vasútállomásnál kiágazó (340.) Győrszentiván–Győr-Gönyű Kikötő-vasútvonal a Gönyű Közforgalmú Országos Kikötőhöz vezet. A vonalon nincs külön iparvágány.

| Státusz | Megnevezés                                                                                             | Kiágazó állomás                                                 | Google utcakép | Google műhold | Megjegyzés                                                              | Kép |
| ------- | --- | --------------------------------------------------------------- | -------------- | ------------- | ----------------------------------------------------------------------- | --- |
| Igen    | Lagermax sajátcélú vasúti pályahálózat                                                                 | Budaörs                                                         |                |               | Az állomás 38/1 számú kitérőjével ágazik ki. Használatban.              |     |
|         | Catone/Pro-Coop sajátcélú vasúti pályahálózat                                                          | Budaörs                                                         |                |               | Az állomás 33. számú kitérőjével ágazik ki.                             |     |
|         | EURO Üzleti Park/Geodys sajátcélú vasúti pályahálózat                                                  | Budaörs                                                         |                |               | Az állomás 17/1 számú kitérőjével ágazik ki.                            |     |
| Igen    | Porsche Parts Center sajátcélú vasúti pályahálózat                                                     | Budaörs                                                         |                |               | Az állomás 15. számú kitérőjével ágazik ki. Használatban.               |     |
| Igen    | Annahegyi vontató vágány (Törökbálint DEPO)                                                            | Budaörs                                                         |                |               | Az állomás 13/1 számú kitérőjével ágazik ki. Használatban.              |     |
|         | ISG iparvágány                                                                                         | Budaörs–Biatorbágy állomásköz (Budaörs-ISG iparvágány kiágazás) |                |               | Nyíltvonal A/2 számú kitérőjével ágazik ki. Használaton kívül.          |     |
|         | KITE iparvágány                                                                                        | Herceghalom                                                     |                |               | Az állomás 16. számú kitérőjével ágazik ki.                             |     |
|         | Alupak (Alukohó) iparvágány                                                                            | Felsőgalla                                                      |                |               | Az állomás 420. számú kitérőjével ágazik ki. Használaton kívül.         |     |
|         | Anyagtéri iparvágány                                                                                   | Felsőgalla                                                      |                |               | Az állomás 410. számú kitérőjével ágazik ki. Használaton kívül.         |     |
|         | KIMÉV iparvágány                                                                                       | Felsőgalla                                                      |                |               | Az állomás 408. számú kitérőjével ágazik ki. Használaton kívül.         |     |
|         | Szénosztályozó iparvágány                                                                              | Felsőgalla                                                      |                |               | Az állomás 406. számú kitérőjével ágazik ki. Használaton kívül.         |     |
|         | Vastelep iparvágány                                                                                    | Felsőgalla                                                      |                |               | Az állomás 22. számú kitérőjével ágazik ki. Használaton kívül.          |     |
|         | Brikettgyár iparvágány                                                                                 | Felsőgalla                                                      |                |               | Az állomás 426. számú kitérőjével ágazik ki. Használaton kívül.         |     |
|         | Deltop (Cement és Mészmű) iparvágány                                                                   | Felsőgalla                                                      |                |               | Az állomás 17. számú kitérőjével ágazik ki. Használaton kívül.          |     |
|         | Hőerőmű iparvágány                                                                                     | Felsőgalla                                                      |                |               | Az állomás 426. számú kitérőjével ágazik ki. Használaton kívül.         |     |
|         | Ó Mész iparvágány                                                                                      | Felsőgalla                                                      |                |               | Az állomás 22. számú kitérőjével ágazik ki. Használaton kívül.          |     |
|         | POLIGON (KOMÉP) iparvágány                                                                             | Tatabánya                                                       |                |               | Az állomás 16. számú kitérőjével ágazik ki.                             |     |
|         | VEFAG (Vértesi Erdőgazd.) iparvágány                                                                   | Tatabánya                                                       |                |               | Az állomás 39/1 számú kitérőjével ágazik ki.                            |     |
|         | Tégla- és Cserépipari vontató iparvágány                                                               | Tata                                                            |                |               | Az állomás 2. számú kitérőjével ágazik ki.                              |     |
|         | Almásfüzitői Iparfejlesztő és Hasznosító Kft. sajátcélú vasúti pályahálózat (almásfüzitői timföldgyár) | Almásfüzitő                                                     | ,              |               | Az állomás 31. számú kitérőjével ágazik ki. Használaton kívül.          |     |
| Igen    | MOL LUB Kft. sajátcélú vasúti pályahálózat                                                             | Almásfüzitő                                                     |                |               | Az állomás 55. számú kitérőjével ágazik ki. Használatban.               |     |
|         | Vandamme sajátcélú vasúti pályahálózat                                                                 | Almásfüzitő felső                                               |                |               | Az állomás 158/1 számú kitérőjével ágazik ki.                           |     |
| Igen    | Almásfüzitő-felső MOL Rt. összekötő vontató vágány                                                     | Almásfüzitő felső                                               |                |               | Az állomás 158/1 számú kitérőjével ágazik ki. Használatban.             |     |
|         | Gabonaforgalmi iparvágány                                                                              | Komárom                                                         |                |               | Az állomás 19. számú kitérőjével ágazik ki.                             |     |
|         | Ács Cukorgyár Rt. iparvágány                                                                           | Ács                                                             |                |               | Az állomás 23. számú kitérőjével ágazik ki. Használaton kívül.          |     |
|         | Hartmann iparvágány                                                                                    | Ács                                                             |                |               | Az állomás 29. számú kitérőjével ágazik ki. Használaton kívül.[forrás?] |     |
|         | Nagyszentjános A. iparvágány                                                                           | Nagyszentjános                                                  |                |               | Az állomás 16. számú kitérőjével ágazik ki. Használaton kívül.          |     |
|         | HM iparvágány                                                                                          | Győrszentiván                                                   |                |               | Az állomás 5. számú kitérőjével ágazik ki. Használaton kívül.           |     |
| Igen    | 2 iparvágány a LOC telephely felé                                                                      | nyílt vonalon, Győrszentiván vasútállomás után                  |                |               | Használatban.                                                           |     |
|         | 2 vonatóvágány a RÁBA / Audi (északi) telephely felé                                                   | nyílt vonalon, Győr vasútállomás előtt                          | ,              |               | Használatban.                                                           |     |
|         | vonatóvágány a Győr-SZOL (déli) telephely felé                                                         | nyílt vonalon, Győr vasútállomás előtt                          |                |               | Használaton kívül.                                                      |     |
|         | vonatóvágány az EON telephely felé                                                                     | nyílt vonalon, Győr vasútállomás előtt                          |                |               | Használaton kívül.                                                      |     |
|         | iparvágány a Kandó utca menti telephely felé                                                           | nyílt vonalon, Győr vasútállomás előtt                          |                |               |                                                                         |     |
|         | iparvágány a Győri Szeszgyár felé                                                                      | nyílt vonalon, Győr vasútállomás előtt                          |                |               | Használatban.                                                           |     |
|         | iparvágány Győr-Rendező és a Hödlmayr Hungaária Logistics Kft. telephelye felé                         | nyílt vonalon, Győr vasútállomás után                           |                |               |                                                                         |     |
|         | Növényolaj iparvágány                                                                                  | Győr                                                            |                |               | Az állomás B/1 számú kitérőjével ágazik ki. Használaton kívül.          |     |
|         | iparvágány a Mosonszentmiklósi cukorgyár felé                                                          | Lébény-Mosonszentmiklós vasútállomás                            |                |               | Használaton kívül.                                                      |     |
|         | iparvágány a Vasúti sor menti telephely felé                                                           | nyílt vonalon, Kimle-Károlyháza vasútállomás előtt              |                |               |                                                                         |     |
|         | iparvágány a MÁV alállomás felé                                                                        | Kimle-Károlyháza vasútállomás                                   |                |               |                                                                         |     |
|         | iparvágány a Kühne Gépgyár és a fémszerelvénygyár felé                                                 | Mosonmagyaróvár vasútállomás                                    |                |               | Használaton kívül.                                                      |     |
|         | iparvágány a Cyment Kft. telephelye felé                                                               | Mosonmagyaróvár vasútállomás                                    |                |               |                                                                         |     |
|         | iparvágány a Lőporgyár felé                                                                            | Mosonmagyaróvár vasútállomás                                    |                |               |                                                                         |     |
| Igen    | iparvágány a Motim és az Alcufer felé                                                                  | Mosonmagyaróvár vasútállomás                                    |                |               | Részben használatban.                                                   |     |

## 2. Budapest–Esztergom-vasútvonal
- nem szerepel az iparvágányok között az iparvágányszerű, rövid:
  - Dorog vasútállomás előtt kiágazó Dorog–Dorog Mészkőhegyi rakodó-vasútvonal. A Baumit útnál egy iparvágány ágazik ki belőle a Mester Ecset Kft. telephelye felé.
  - Dorog vasútállomásnál kiágazó Dorog–Annavölgy-vasútvonal

| Státusz | Név                                          | Kiágazó állomás        | Google utcakép | Google műhold | Megjegyzés    | Kép |
| ------- | -------------------------------------------- | ---------------------- | -------------- | ------------- | ------------- | --- |
|         | iparvágány a pilisszentiváni szénbányák felé | Solymár megállóhely    |                |               | Elbontva.     |     |
|         | iparvágány a Preymesser telepe felé          | Dorog vasútállomás     |                |               | Használatban. |     |
|         | iparvágány a Dorogi hulladékégető felé       | Dorog vasútállomás     |                |               | Használatban. |     |
|         | iparvágány a Suzuki autógyárba               | Esztergom vasútállomás |                |               | Használatban. |     |

## 4. Esztergom–Almásfüzitő-vasútvonal
| Státusz | Név | Kiágazó állomás                                                                                         | Google utcakép | Google műhold | Megjegyzés                                       | Kép |
| ------- | --- | --- | -------------- | ------------- | ------------------------------------------------ | --- |
|         | iparvágány a brikettgyár felé                                                                                | Tokod vasútállomás                                                                                      |                |               | Használaton kívül.                               |     |
|         | iparvágány a Kienle + Spiess Hungary Kft. telephelye felé                                                    | Tokod vasútállomás                                                                                      |                |               | Használaton kívül.                               |     |
|         | iparvágány a szénszálgyár (Zoltek Zrt.) és az akkumulátorgyár (LG Toray Hungary Battery Separator Kft.) felé | Nyergesújfalu vasútállomás                                                                              |                |               | Használatban.                                    |     |
|         | iparvágány a megszűnt azbeszt-cementgyár (Eternitgyár) felé                                                  | Eternitgyár megállóhely                                                                                 |                |               | Használaton kívül.                               |     |
|         | 2 iparvágány a betonelemgyár felé                                                                            | Lábatlan vasútállomás                                                                                   |                |               | Használaton kívül, a gyár épületeit elbontották. |     |
|         | iparvágány a Lábatlani Cement és Mészmű (Calmit Hungária Kft.) felé                                          | Lábatlan vasútállomás                                                                                   |                |               | 2012 után elbontották.                           |     |
|         | iparvágány az egykori a Piszkei Papírgyár (Magyar Piszke Papír Kft.) felé                                    | nyílt vonalon, Piszke megállóhely után                                                                  |                |               | Elbontották.                                     |     |
|         | iparvágány a Közép-Európai Gázterminál Nyrt. felé                                                            | nyílt vonalon, Almásfüzitő vasútállomás és a Budapest–Hegyeshalom–Rajka-vasútvonal becsatlakozása előtt |                |               | Használatban.                                    |     |

## 5. Székesfehérvár–Komárom-vasútvonal
- nem szerepel az iparvágányszerű, rövid:
  - a Csókakő megállóhely előtt kiágazó Bodajk–Balinka-vasútvonal. A vonalon nincs külön iparvágány.
  - a Mór vasútállomás előtt kiágazó (5b) Mór–Pusztavám-vasútvonal. A vonalon nincs külön iparvágány.

| Státusz | Név | Kiágazó állomás                 | Google utcakép | Google műhold | Megjegyzés         | Kép |
| ------- | --- | ------------------------------- | -------------- | ------------- | ------------------ | --- |
|         | iparvágány a Székesfehérvár Könnyűipari Szerszámgépgyár (KSZG, később Szerszámgépipari Művek [SZIM] székesfehérvári köszörűgépgyára) felé | Szárazrét megállóhely           |                |               | Használaton kívül. |     |
|         | iparvágány az Alcufer telepe felé | Moha-Rakodó vasútállomás        |                |               | Használatban.      |     |
|         | iparvágány a Kincsebánya felé | Moha-Rakodó vasútállomás        |                |               | Használatban.      |     |
|         | iparvágány a Keményítőgyár felé | Ászár-Keményítőgyár megállóhely |                |               | Használaton kívül. |     |
|         | iparvágány a IKR Agrár Kft. (Központi Növényvédő szer raktár / Műtrágyaüzem) felé                                                         | Nagyigmánd-Bábolna vasútállomás |                |               | Használatban.      |     |

## 6. Bicske–Székesfehérvár-vasútvonal
- 1979-ig használták személyszállításra. Székesfehérvár és Lovasberény között 2019-ig volt még teherszállítás. A Lovasberény-Bicske vonalszakasz hosszú idő óta járhatatlan, több helyen elbontották, közvetlenül a bicskei kiágazás után sínlopások történtek, illetve benőtte a bozótos növényzet.

| Státusz | Név                                                        | Kiágazó állomás             | Google utcakép | Google műhold | Megjegyzés                        | Kép |
| ------- | ---------------------------------------------------------- | --------------------------- | -------------- | ------------- | --------------------------------- | --- |
|         | iparvágány az erőmű felé                                   | Bicske vasútállomás         |                |               | Felszedve.                        |     |
|         | iparvágány a HM olajraktár felé                            | Bicske vasútállomás         |                |               |                                   |     |
|         | iparvágány a Csákvári Állami Gazdaság ipartelepe felé      | Lovasberény vasútállomás    |                |               | Hosszabb ideje használaton kívül. |     |
|         | iparvágány az Alba Ipari Zóna felé                         | Székesfehérvár vasútállomás |                |               |                                   |     |
|         | iparvágány az Arconic-Köfém felé                           | Székesfehérvár vasútállomás |                |               |                                   |     |
|         | iparvágány a MÁV Pályafenntartó telephelye felé            | Székesfehérvár vasútállomás |                |               |                                   |     |
|         | iparvágány a Mártírok útja menti építőanyag-telephely felé | Székesfehérvár vasútállomás |                |               |                                   |     |
|         | iparvágány a Zöldért telephelye felé                       | Székesfehérvár vasútállomás |                |               |                                   |     |
|         | iparvágány a Székesfehérvári Gázgyár felé                  | Székesfehérvár vasútállomás |                |               |                                   |     |

## 8. Győr–Sopron-vasútvonal
| Státusz | Név                                                             | Kiágazó állomás                                                    | Google utcakép | Google műhold | Megjegyzés         | Kép |
| ------- | --------------------------------------------------------------- | ------------------------------------------------------------------ | -------------- | ------------- | ------------------ | --- |
|         | iparvágány az Erzsébet királyné utcai malom felé                | Csorna vasútállomás                                                |                |               | Használaton kívül. |     |
|         | iparvágány a Csornai malom (Goodmills Magyarország Kft.) felé   | Csorna vasútállomás                                                |                |               | Használaton kívül. |     |
|         | iparvágány a GYSEV pályafenntartási telep felé                  | Csorna vasútállomás                                                |                |               | Használaton kívül. |     |
|         | iparvágány a Tüzép-telep felé                                   | Csorna vasútállomás                                                |                |               | Használaton kívül. |     |
|         | iparvágány az Aszfaltkeverő üzem felé                           | Csorna vasútállomás                                                |                |               | Használaton kívül. |     |
|         | iparvágány a Petőházi cukorgyár felé                            | Petőháza vasútállomás                                              |                |               | Használaton kívül. |     |
|         | iparvágány a Nádüzem felé                                       | Fertőszentmiklós vasútállomás                                      |                |               | Használaton kívül. |     |
|         | iparvágány a Rewearco / Die Putzlappen Kft. telephely felé      | Fertőszentmiklós vasútállomás                                      |                |               | Használaton kívül. |     |
|         | iparvágány a Leier Holz Kft. (Hubegger fatelep) telephelye felé | Pinnye vasútállomás                                                |                |               | Használatban.      |     |
|         | 3 iparvágány a Soproni Sörgyár felé                             | nyílt vonalon Sopron vasútállomás után, a Bécsújhelyi vonalrészen  | ,              |               | Használaton kívül. |     |
|         | iparvágány az Alteo Soproni Erőmű felé                          | nyílt vonalon Sopron vasútállomás után, az Ebenfurth-i vonalrészen |                |               | Használaton kívül. |     |
|         | iparvágány a Volánbusz Garázs felé                              | nyílt vonalon Sopron vasútállomás után, az Ebenfurth-i vonalrészen |                |               | Használaton kívül. |     |

## 9. Fertővidéki Helyiérdekű Vasút
- nincs iparvágány a vonalon

## 10. Győr–Celldömölk-vasútvonal
- a Pápa vasútállomás menti iparvágányok a (13.) Környe–Pápa-vasútvonalnál kerülnek tárgyalásra

| Státusz | Név                                                   | Kiágazó állomás                        | Google utcakép | Google műhold | Megjegyzés         | Kép |
| ------- | ----------------------------------------------------- | -------------------------------------- | -------------- | ------------- | ------------------ | --- |
|         | iparvágány az Elekthermax telepre                     | nyílt vonalon, Pápa vasútállomás előtt |                |               | Használaton kívül. |     |
|         | iparvágány az állomás menti telepre                   | Gecse-Gyarmat vasútállomás             |                |               | Használaton kívül. |     |
|         | iparvágány a RAABERSPED telephelye felé               | Győrszemere vasútállomás               |                |               | Használatban.      |     |
|         | iparvágány a Nádorvárosi köztemető menti terület felé | Győrszabadhegy vasútállomás            |                |               |                    |     |

## 11. Győr–Veszprém-vasútvonal
- nem szerepel az iparvágányok között az iparvágányszerű, rövid:
  - Zirc vasútállomásnál kiágazó (11b) Zirc–Dudarbánya-vasútvonal. A vonalon nincs külön iparvágány.

| Státusz | Név                                                              | Kiágazó állomás                                    | Google utcakép | Google műhold | Megjegyzés         | Kép |
| ------- | ---------------------------------------------------------------- | -------------------------------------------------- | -------------- | ------------- | ------------------ | --- |
|         | iparvágány az állomás menti telepre                              | Vinye vasútállomás                                 |                |               | Használaton kívül. |     |
|         | iparvágány a Bakonyszentlászló-Bauxitátrakó teherpályaudvar felé | Bakonyszentlászló vasútállomás                     |                |               | Használatban.      |     |
|         | iparvágány a Bakonyszentlászlói Téglagyár felé                   | nyílt vonalon, Bakonyszentlászló vasútállomás után |                |               | Használaton kívül. |     |
|         | iparvágány az olajtartalék-raktár felé felé                      | Tarjánpuszta vasútállomás                          |                |               | Használatban.      |     |
|         | iparvágány a Pannonhalmi Téglagyár felé                          | nyílt vonalon, Pannonhalma vasútállomás előtt      |                |               | Használaton kívül. |     |
|         | iparvágány a Hödlmayr Hungária Logistics Kft. 2 telep felé       | nyílt vonalon, Győrszabadhegy vasútállomás előtt   |                |               | Használatban.      |     |
|         | iparvágány a Borüveg-THM Kft. telephelye felé                    | nyílt vonalon, Győrszabadhegy vasútállomás előtt   |                |               | Használatban.      |     |
|         | iparvágány a MOL Rt. Győr Bázistelep felé                        | nyílt vonalon, Győrszabadhegy vasútállomás előtt   |                |               | Használatban.      |     |

## 12. Tatabánya–Oroszlány-vasútvonal
| Státusz | Név                                     | Kiágazó állomás     | Google utcakép | Google műhold | Megjegyzés         | Kép |
| ------- | --------------------------------------- | ------------------- | -------------- | ------------- | ------------------ | --- |
|         | iparvágányok (?) a Bánhidai Erőmű felé  | Bánhida megállóhely |                |               | Használaton kívül. |     |
|         | iparvágány a Környei Takarmánygyár felé | Környe vasútállomás |                |               | Használatban.      |     |

## 13. Környe–Pápa-vasútvonal
- 2007 óta személyforgalom nincs rajta, egyes részeit használják teherszállításra

| Státusz | Név                                                                         | Kiágazó állomás                         | Google utcakép | Google műhold | Megjegyzés                  | Kép |
| ------- | --------------------------------------------------------------------------- | --------------------------------------- | -------------- | ------------- | --------------------------- | --- |
|         | iparvágány a Vértesi Erőmű felé                                             | nyílt vonalon, Környe vasútállomás után |                |               | 2015 óta használaton kívül. |     |
|         | iparvágány a Franciavágási Fűrészüzem felé                                  | Franciavágás vasútállomás               |                |               | Használatban.               |     |
|         | iparvágány a MH 47. Bázisrepülőtér felé                                     | nyílt vonalon, Pápa vasútállomás előtt  |                |               | Használaton kívül.          |     |
|         | iparvágány az Über Steel Hungary Kft. telephelye felé                       | nyílt vonalon, Pápa vasútállomás előtt  |                |               | Használaton kívül.          |     |
|         | iparvágány a Vaszari út menti telephely felé                                | nyílt vonalon, Pápa vasútállomás előtt  |                |               | Használaton kívül.          |     |
|         | iparvágány az Észak-Dunántúli MÉH Nyersanyaghasznosító Zrt. telephelye felé | Pápa vasútállomás                       |                |               | Használaton kívül.          |     |
|         | iparvágány a Cargill Takarmány Zrt. pápai takarmánygyártó üzeme felé        | Pápa vasútállomás                       |                |               |                             |     |

## 14. Pápa–Csorna-vasútvonal
- nincs iparvágány a vonalon

## 15. Sopron–Szombathely-vasútvonal
| Státusz | Név                                                     | Kiágazó állomás             | Google utcakép | Google műhold | Megjegyzés | Kép |
| ------- | ------------------------------------------------------- | --------------------------- | -------------- | ------------- | --- | --- |
|         | iparvágány a Nestlé üzeme felé                          | Bük vasútállomás            |                |               | Használatban. |     |
|         | iparvágány a Büki cukorgyár felé                        | Bük vasútállomás            |                |               | Használaton kívül. Bük vasútállomás északi végén található egy erősen elkanyarodó csonkavágány, azonban ez nem ipartelepre visz be, feltehetően kihúzóvágányként használják. |     |
|         | iparvágány a GYSEV CARGO Kamion Terminál felé           | Sopron-Rendező vasútállomás |                |               | Használatban. |     |
|         | iparvágány az Alcufer Kft. telepe felé                  | Sopron-Rendező vasútállomás |                |               | Használatban. |     |
|         | iparvágány a Skanditrä HU Kft. unloading 1. telepe felé | Sopron-Rendező vasútállomás |                |               | Használatban. |     |

## 16. Hegyeshalom–Porpác-vasútvonal
- Csorna vasútállomás menti iparvágányok a (8.) Győr–Sopron-vasútvonalnál kerülnek felsorolásra

| Státusz | Név                                                                          | Kiágazó állomás                                | Google utcakép | Google műhold | Megjegyzés | Kép |
| ------- | ---------------------------------------------------------------------------- | ---------------------------------------------- | -------------- | ------------- | --- | --- |
|         | iparvágány a Perlmooser Kavics Kft. telepe felé                              | Hegyeshalom vasútállomás                       |                |               | Használatban. |     |
|         | iparvágány a Asdag Kft. telepe felé                                          | nyílt vonalon, Jánossomorja vasútállomás előtt |                |               | Használatban. |     |
|         | iparvágány a Kisalföldi Erdőgazdaság Zrt. Jánossomorjai Erdészet telepe felé | nyílt vonalon, Jánossomorja vasútállomás előtt |                |               | Használatban. |     |
|         | iparvágány a Szórády-féle Hengermalom felé                                   | Jánossomorja vasútállomás                      |                |               | Használaton kívül. |     |
|         | iparvágány az IKR Services Kft. telepe felé                                  | Beled vasútállomás                             |                |               | |     |
|         | iparvágány a Linde Gáz Magyarország Zrt. telepe felé                         | Répcelak vasútállomás előtt                    |                |               | Használatban. Répcelak vasútállomás északi végén található egy erősen elkanyarodó csonkavágány, azonban ez nem ipartelepre visz be, feltehetően kihúzóvágányként használják. |     |
|         | iparvágány a DORO 2000 Kft. telepe felé                                      | Hegyfalu vasútállomás                          |                |               | Használatban. |     |
|         | iparvágány a Messer Széndioxid Kft. gázlerakat telepe felé                   | Ölbő-Alsószeleste vasútállomás                 |                |               | Használatban. |     |

## 17. Szombathely–Nagykanizsa-vasútvonal
- a Nagykanizsa vasútállomás menti iparvágányok a (30.) Budapest–Murakeresztúr-vasútvonalnál szerepelnek

| Státusz | Név                                              | Kiágazó állomás                                     | Google utcakép | Google műhold | Megjegyzés         | Kép |
| ------- | ------------------------------------------------ | --------------------------------------------------- | -------------- | ------------- | ------------------ | --- |
|         | iparvágány a Jókai Mór utca menti ipartelep felé | Zalaszentmihály-Pacsa vasútállomástól kissé északra |                |               | Használatban.      |     |
|         | iparvágány a Flaga Hungária Kft. telepe felé     | Újudvar vasútállomás                                |                |               |                    |     |
|         | iparvágány a Nagykanizsai Ipari Park telepe felé | nyílt vonalon, Nagykanizsa vasútállomás előtt       |                |               | Használaton kívül. |     |
|         | iparvágány az Ekol Lojistik telepe felé          | nyílt vonalon, Nagykanizsa vasútállomás előtt       |                |               |                    |     |
|         | iparvágány a Netta-Pannonia Kft. telepe felé     | nyílt vonalon, Nagykanizsa vasútállomás előtt       |                |               |                    |     |
|         | iparvágány a Readymix Zala Kft. telepe felé      | nyílt vonalon, Nagykanizsa vasútállomás előtt       |                |               |                    |     |

## 18. Szombathely–Kőszeg-vasútvonal
- Szombathely vasútállomás menti iparvágányok a Székesfehérvár–Szombathely-vasútvonalnál (20.) kerülnek feltüntetésre

| Státusz | Név                                                               | Kiágazó állomás                                    | Google utcakép | Google műhold | Megjegyzés                  | Kép |
| ------- | ----------------------------------------------------------------- | -------------------------------------------------- | -------------- | ------------- | --------------------------- | --- |
|         | iparvágány a Vasi K-Sped Kft. Építőanyag Kavics Homok telepe felé | Szombathely vasútállomástól kissé északra          |                |               | Használatban.               |     |
|         | iparvágány a Pinkafői utca mentén[forrás?]                        | Szombathely vasútállomástól kissé északra[forrás?] |                |               | Használaton kívül.[forrás?] |     |
|         | iparvágány a Savaria Logis Logistic Kft. telepe felé              | Szombathely vasútállomástól kissé északra          |                |               | Használatban.               |     |
|         | iparvágány a Vasi Opus Kft. telepe felé                           | Szombathely vasútállomástól kissé északra          |                |               | Használaton kívül.          |     |

## 20. Székesfehérvár–Szombathely-vasútvonal
- nem szerepelnek az iparvágányok között az iparvágányszerű, rövid:
  - nyílt vonalon, Várpalota vasútállomás előtt kiágazó Várpalota–Inota-Gyártelep-vasútvonal (20L)
  - nyílt vonalon, Pétfürdő vasútállomás előtt kiágazó Várpalota–Péti Műtrágyagyár-vasútvonal (20M)
  - nyílt vonalon, Pétfürdő vasútállomás előtt kiágazó Várpalota–Új gyári elágazás Péti Gyártelep-vasútvonal (20N)
  - Ajka-Gyártelep megállóhelynél kiágazó Ajka–Felsőcsinger-vasútvonal (20P)[22] – 1960-ig személy-, 2016-ig teherszállítás folyt a vonalon a Csingervölgyi szénbányák felé.A vonalon nincs külön iparvágány.
  - Ajka-Gyártelep megállóhelynél kiágazó Ajka–Padragkút-vasútvonal (20O) – a Padragkúti szénbányák és a Bauxitrakodó között fölszedve 2006-ban. A vonalon nincs külön iparvágány.

| Státusz | Név | Kiágazó állomás                              | Google utcakép | Google műhold | Megjegyzés                                                                                             | Kép |
| ------- | --- | -------------------------------------------- | -------------- | ------------- | --- | --- |
|         | iparvágány az OPAL Szolgáltató Zrt. Pétfürdő üzemanyag tároló telephely felé                                                | Pétfürdő vasútállomás                        |                |               | Használaton kívül.                                                                                     |     |
|         | iparvágány a Videoton üzem felé                                                                                             | Veszprém vasútállomás                        |                |               | 1974 után felszedték.                                                                                  |     |
|         | iparvágány a MÁV SZK Zrt. Veszprém raktár felé                                                                              | Veszprém vasútállomás                        |                |               | Használaton kívül.                                                                                     |     |
|         | vontatóvágány a Házgyári út menti ipartelepek felé több iparvágánnyal (pl. BMI Magyarország Kft.)                           | Veszprém vasútállomás                        |                |               | |     |
|         | iparvágány az erdőgazdasági telep felé                                                                                      | Herend vasútállomás                          |                |               | Használaton kívül.                                                                                     |     |
|         | iparvágány az Alcufer Kft. telepe felé                                                                                      | Ajka-Gyártelep megállóhely                   |                |               | Használaton kívül.                                                                                     |     |
|         | iparvágány a Bakonyi Erőmű felé                                                                                             | Ajka-Gyártelep megállóhely                   |                |               | Használaton kívül.                                                                                     |     |
|         | iparvágányok az Ajkai Timföldgyár felé                                                                                      | Ajka-Gyártelep megállóhely                   |                |               | Használaton kívül.                                                                                     |     |
|         | iparvágány az erdőgazdaság felé                                                                                             | Devecser vasútállomás                        |                |               | Használaton kívül.                                                                                     |     |
|         | iparvágány a TIG telephely felé                                                                                             | Devecser vasútállomás                        |                |               | Használaton kívül.                                                                                     |     |
|         | iparvágány a Devecseri Agrokémiai Kft. telephelye felé                                                                      | Devecser vasútállomás                        |                |               | Használaton kívül.                                                                                     |     |
|         | vontatóvágány a Ság-hegyi-rendező / Ság-hegyi bazaltbánya felé, iparvágány az Ipari és Logisztikai Parknál ágazik ki belőle | nyílt vonalon, Celldömölk vasútállomás előtt |                |               | A rendezőpályaudvart 2004/2010 között elbontották. A vasútvonal a Hegyi utcáig megvan.                 |     |
|         | iparvágány a fémhulladék-telep felé                                                                                         | Celldömölk vasútállomás                      |                |               | |     |
|         | iparvágány | nyílt vonalon, Celldömölk vasútállomás után  |                |               | |     |
|         | iparvágány a Sárvári cukorgyár felé                                                                                         | nyílt vonalon, Sárvár vasútállomás előtt     |                |               | 2006-ben elbontották. Kisebb nyomai láthatóak már csak napjainkban.                                    |     |
|         | iparvágány a Barnevál (Edilkamin International Kft.) telephely felé                                                         | Sárvár vasútállomás                          |                |               | Használaton kívül.                                                                                     |     |
|         | iparvágány az IKR Agrár Kft. Sárvári Területi Központ felé                                                                  | Sárvár vasútállomás                          |                |               | Használatban. Az 1974-ben felszámolt Sárvár–Répcevis–Felsőlászló-vasútvonal maradéka.                  |     |
|         | iparvágány a MOL-telep felé                                                                                                 | Vép vasútállomás                             |                |               | Használaton kívül.                                                                                     |     |
|         | iparvágányok a Szombathelyi Járműjavító felé                                                                                | Szombathely vasútállomás                     |                |               | Kiterjedt iparvágány-hálózat.                                                                          |     |
|         | iparvágány a Puskás Tivadar utca menti ipartelepek felé                                                                     | Szombathely vasútállomás                     |                |               | Használaton kívül. A vágány a Szombathelyi Járműjavító hálózatáról (visszatolatással) közelíthető meg. |     |
|         | vontatóvágány a Vépi út menti ipartelepek felé számos iparvágánnyal                                                         | Szombathely vasútállomás                     | ,              |               | Részben használatban. Kiterjedt iparvágány-hálózat.                                                    |     |
|         | iparvágány a Sólyom utca menti ipartelep felé                                                                               | Szombathely vasútállomás                     |                |               | Használatban.                                                                                          |     |
|         | iparvágány a Söptei út menti silók felé[forrás?]                                                                            | Szombathely vasútállomás                     |                |               | Használaton kívül.[forrás?]                                                                            |     |

## 21. Szombathely–Szentgotthárd-vasútvonal
| Státusz | Név                                                         | Kiágazó állomás            | Google utcakép | Google műhold | Megjegyzés                                           | Kép |
| ------- | ----------------------------------------------------------- | -------------------------- | -------------- | ------------- | ---------------------------------------------------- | --- |
|         | iparvágány a Vasútmellék utca menti ipartelep felé          | Körmend vasútállomás       |                |               | Használaton kívül.                                   |     |
|         | iparvágány az EGIS Gyógyszergyár felé                       | Körmend vasútállomás       |                |               | Használaton kívül.                                   |     |
|         | iparvágány a Szentgotthárdi Opelgyár felé                   | Szentgotthárd vasútállomás |                |               | Használatban.                                        |     |
|         | iparvágány az Abalon Hardwood vállalat telephelye felé      | Szentgotthárd vasútállomás |                |               | A telephely már a határon túl, Ausztriában terül el. |     |
|         | iparvágány a Szentgotthárdi Textilgyár (MITI TEX Kft.) felé | Szentgotthárd vasútállomás |                |               |                                                      |     |

## 22. Körmend–Zalalövő-vasútvonal
- 2009 óta forgalom nincs rajta
- nincs iparvágány a vonalon

## 23. Rédics–Zalaegerszeg-vasútvonal
- Zalaegerszeg vasútállomás iparvágányai a Bajánsenye–Zalaegerszeg–Ukk–Boba-vasútvonalnál (25.) vannak feltüntetve

| Státusz | Név                                                   | Kiágazó állomás                                  | Google utcakép | Google műhold | Megjegyzés         | Kép |
| ------- | ----------------------------------------------------- | ------------------------------------------------ | -------------- | ------------- | ------------------ | --- |
|         | iparvágány az Ipari Feltáró utca menti ipartelep felé | Lenti vasútállomás                               |                |               | Használaton kívül. |     |
|         | iparvágány a Lenti fűrészüzem felé                    | Lenti vasútállomás                               |                |               | Használatban.      |     |
|         | iparvágány Lenti-Zajda laktanya felé                  | nyílt vonalon, Lentiszombathely megállóhely után |                |               | Használaton kívül. |     |
|         | iparvágány Állami Gazdaság ipartelepe felé            | Gutorfölde vasútállomás                          |                |               | Használaton kívül. |     |

## 24. Zalabér-Batyk–Zalaszentgrót-vasútvonal
- 2007 óta forgalom nincs rajta

| Státusz | Név                                        | Kiágazó állomás            | Google utcakép | Google műhold | Megjegyzés           | Kép |
| ------- | ------------------------------------------ | -------------------------- | -------------- | ------------- | -------------------- | --- |
|         | iparvágány a Zala Zöldért telephely felé   | Zalaszentgrót vasútállomás |                |               | Használaton kívül.   |     |
|         | iparvágány a Zalaszentgróti Téglagyár felé | Zalaszentgrót vasútállomás |                |               | 2011-ben felszedték. |     |

- a vonal további, Zalaszentgrót–Balatonszentgyörgy-vasútvonalnak nevezett részét 1974 után felszedték, kivéve a rövid Sármellék–Balatonszentgyörgy közti szakaszt a vonal déli végén. Ez utóbbi 37K néven a Somogyszob–Balatonszentgyörgy-vasútvonalhoz lett csatolva, és onnan bejárható. Forgalom nincs rajta. Egy iparvágánnyal rendelkezik:

| Státusz | Név                                                  | Kiágazó állomás       | Google utcakép | Google műhold | Megjegyzés         | Kép |
| ------- | ---------------------------------------------------- | --------------------- | -------------- | ------------- | ------------------ | --- |
|         | iparvágány a Hévíz-Balaton nemzetközi repülőtér felé | Sármellék megállóhely |                |               | Használaton kívül. |     |

## 25. Bajánsenye–Zalaegerszeg–Ukk–Boba-vasútvonal
| Státusz | Név | Kiágazó állomás           | Google utcakép | Google műhold | Megjegyzés                                                               | Kép |
| ------- | --- | ------------------------- | -------------- | ------------- | ------------------------------------------------------------------------ | --- |
|         | vontatóvágány, amelyből 1-1 iparvágány ágazik ki az andráshidai malom és az Egerszeghús Kft. telephelye felé | Andráshida vasútállomás   |                |               | Használaton kívül.                                                       |     |
|         | vonatóvágány a 74-es út menti ipartelepek felé                                                               | Zalaegerszeg vasútállomás |                |               | Használaton kívül.                                                       |     |
|         | iparvágány a zalaegerszegi rakodó pályaudvar felé                                                            | Zalaegerszeg vasútállomás |                |               | Használatban.                                                            |     |
|         | iparvágány a MOL NyRt. Zalai Finomító felé                                                                   | Zalaegerszeg vasútállomás |                |               | Használatban. Ritka típusú, mindkét végén a vonalba bekötött iparvágány. |     |
|         | 2 iparvágány a Readymix Zala Kft. telephelye melletti (üres) telephely felé                                  | Zalaegerszeg vasútállomás |                |               | Használaton kívül.                                                       |     |
|         | iparvágány a Readymix Zala Kft. telephelye felé                                                              | Zalaegerszeg vasútállomás |                |               | Használaton kívül.                                                       |     |
|         | iparvágány a West Hungary Textil Kft. telephelye felé                                                        | Zalaegerszeg vasútállomás |                |               | Használaton kívül.                                                       |     |
|         | iparvágány a Prímaenenergia Zrt. tároló üzeme felé                                                           | Ukk vasútállomás          |                |               | Használatban.                                                            |     |

## 26. Balatonszentgyörgy–Tapolca–Ukk-vasútvonal
- nem szerepel az iparvágányok között az iparvágányszerű, rövid:
  - a Tapolca vasútállomásnál kiágazó Tapolca–Zalahaláp-vasútvonal (26K) a zalahalápi katonai rakodókhoz vezet. 
    - Tapolcán van egy iparvágány-kiágazása a Tapolca Rockwool Hungary Kft. telephelyére.
    - Zalahalápon van egy iparvágány-kiágazása a BEFAG Parkett Kft. telephelyére.
    - Zalahalápon van egy iparvágány-kiágazása az Assmont Steel Hungária Kft. telephelyére.

  - az Uzsa vasútállomásnál kiágazó Uzsa–Uzsabánya-vasútvonal (26L) az Uzsai bazaltbányákhoz vezet. A vonalon nincs külön iparvágány.

| Státusz | Név                                                 | Kiágazó állomás                          | Google utcakép | Google műhold | Megjegyzés | Kép |
| ------- | --------------------------------------------------- | ---------------------------------------- | -------------- | ------------- | ---------- | --- |
|         | iparvágány a Marton Intertrans Kft. telephelye felé | nyílt vonalon, Tapolca vasútállomás után |                |               |            |     |

## 27. Lepsény–Hajmáskér-vasútvonal
- 2007 óta nincs rajta személyforgalom. Teherforgalom Hajmáskér és a Peremartoni ipartelep között van.

| Státusz | Név                                                                            | Kiágazó állomás                          | Google utcakép | Google műhold | Megjegyzés         | Kép |
| ------- | ------------------------------------------------------------------------------ | ---------------------------------------- | -------------- | ------------- | ------------------ | --- |
|         | iparvágány a Concordia Közraktár Zrt. telephelye felé                          | nyílt vonalon, Lepsény vasútállomás után |                |               | Használaton kívül. |     |
|         | iparvágány a Peremartoni ipartelep (volt Colorchemia vegyipari üzem) felé felé | Papkeszi vasútállomás                    |                |               | Használatban.      |     |
|         | iparvágány a Balatonfűzfői Papírgyár felé                                      | Vilonya-Királyszentistván megállóhely    |                |               | Használaton kívül. |     |

## 29. Börgönd–Szabadbattyán–Tapolca-vasútvonal
- A szabadbattyáni iparvágány az ezen a szakaszon közös (30.) Budapest–Murakeresztúr-vasútvonalnál kerül bemutatásra.
- Korábban létezett (összekötő) iparvágány Balatonfűzfő vasútállomásnál a Balatonfűzfői Papírgyár felé. Ez el lett bontva, az üzem napjainkban már csak a (27.) Lepsény–Hajmáskér-vasútvonal felőli iparvágánybekötésen érhető el.

| Státusz | Név                                            | Kiágazó állomás                   | Google utcakép | Google műhold | Megjegyzés         | Kép |
| ------- | ---------------------------------------------- | --------------------------------- | -------------- | ------------- | ------------------ | --- |
|         | iparvágány a Polgárdi Mészkő telephelye felé   | Polgárdi-Ipartelepek vasútállomás |                |               | Használaton kívül. |     |
|         | iparvágány a Kvarc Ásvány Kft. telephelye felé | Nemesgulács-Kisapáti megállóhely  |                |               | Használaton kívül. |     |

## 30. Budapest–Murakeresztúr-vasútvonal
| Státusz | Név | Kiágazó állomás                                 | Google utcakép | Google műhold | Megjegyzés                                                                      | Kép |
| ------- | --- | ----------------------------------------------- | -------------- | ------------- | ------------------------------------------------------------------------------- | --- |
|         | iparvágány a mészkőbányák felé | Tárnok vasútállomás                             |                |               |                                                                                 |     |
|         | iparvágány a Axereal Hungary Kft. telephelye felé                                                                                              | Kápolnásnyék vasútállomás                       |                |               |                                                                                 |     |
|         | reptéri vontatóvágány, iparvágányokkal az Ikarus Ipari Park Székesfehérvár Műszertechnika-Holding Zrt. és a Flaga Hungária Kft. töltőüzem felé | nyílt vonalon, Székesfehérvár vasútállomás után |                |               | Használatban.                                                                   |     |
|         | iparvágány a Vasút utca menti (I.) telep felé                                                                                                  | Szabadbattyán vasútállomás                      |                |               | Használaton kívül.                                                              |     |
|         | iparvágány a Vasút utca menti (II.) telep felé                                                                                                 | Szabadbattyán vasútállomás                      |                |               | Használaton kívül. Ritka típusú, mindkét oldalán a vonalba bekötött iparvágány. |     |
|         | iparvágány a Mezőseed telep felé | Lepsény vasútállomás                            |                |               | 2011 előtt felszedték.                                                          |     |
|         | iparvágány a Concordia-malom felé | Lepsény vasútállomás                            |                |               | 2011 után felszedték.                                                           |     |
|         | iparvágány a ALV Logistic Kft. telephelye felé                                                                                                 | Zalakomár vasútállomás                          |                |               |                                                                                 |     |
|         | iparvágány a Nagykanizsai Bútorgyár (Kanizsa Trend Kft.) felé                                                                                  | Nagykanizsa vasútállomás                        |                |               | Használaton kívül.                                                              |     |
|         | iparvágány a Nagykanizsai Sörgyár felé | Nagykanizsa vasútállomás                        |                |               | Használaton kívül.                                                              |     |

## 35. Kaposvár–Siófok-vasútvonal
- a Kaposvár területén lévő, és a Dombóvár–Gyékényes-vasútvonallal (41.) közös iparvágányok utóbbinál találhatóak

| Státusz | Név                                            | Kiágazó állomás                                  | Google utcakép | Google műhold | Megjegyzés         | Kép |
| ------- | ---------------------------------------------- | ------------------------------------------------ | -------------- | ------------- | ------------------ | --- |
|         | iparvágány a Kaposvári Villamossági Gyár felé  | nyílt vonalon, Kaposszentjakab megállóhely előtt |                |               |                    |     |
|         | iparvágány a SEFAG telep felé                  | nyílt vonalon, Kisbárapáti megállóhely           |                |               |                    |     |
|         | iparvágány a Tartálygyár felé                  | Kapoly megállóhely                               |                |               | Elbontották.       |     |
|         | iparvágány a Kapolytáp felé                    | Kapoly megállóhely                               |                |               | Használaton kívül. |     |
|         | iparvágány a tengődi szovjet laktanya felé     | nyílt vonalon, Tab vasútállomás előtt            |                |               | Használaton kívül. |     |
|         | 2 iparvágány a kisvasúti átrakó felé           | Ádánd vasútállomás                               |                |               |                    |     |
|         | iparvágány a MÉH telep felé                    | nyílt vonalon, Siófok vasútállomás előtt         |                |               |                    |     |
|         | iparvágány a Siófoki Hűtőház felé              | nyílt vonalon, Siófok vasútállomás előtt         |                |               |                    |     |
|         | iparvágány Siófok Kereskedelmi pályaudvar felé | nyílt vonalon, Siófok vasútállomás előtt         |                |               |                    |     |

## 36. Kaposvár–Fonyód-vasútvonal
- a Kaposvár területén lévő, és a Dombóvár–Gyékényes-vasútvonallal (41.) közös iparvágányok utóbbinál találhatóak

| Státusz | Név | Kiágazó állomás                                | Google utcakép | Google műhold | Megjegyzés    | Kép |
| ------- | --- | ---------------------------------------------- | -------------- | ------------- | ------------- | --- |
|         | Raktár utcai vontatóvágány, iparvágányokkal a Kaposvári Textilgyár, a BC Tech Trade Kft., és más telepek felé | nyílt vonalon, Kapostüskevár vasútállomás után |                |               | Használatban. |     |

## 37. Somogyszob–Balatonszentgyörgy-vasútvonal
- A vonalon 2009 óta nincs személyszállítás. Teherforgalom Balatonszentgyörgytől Böhönyéig van.

| Státusz | Név                                    | Kiágazó állomás                            | Google utcakép | Google műhold | Megjegyzés    | Kép |
| ------- | -------------------------------------- | ------------------------------------------ | -------------- | ------------- | ------------- | --- |
|         | iparvágány a Kender Logistic Kft. felé | nyílt vonalon, Mesztegnyő megállóhely után |                |               | Használatban. |     |

## 38. Nagyatád–Somogyszob-vasútvonal
| Státusz | Név                                                | Kiágazó állomás                            | Google utcakép | Google műhold | Megjegyzés    | Kép |
| ------- | -------------------------------------------------- | ------------------------------------------ | -------------- | ------------- | ------------- | --- |
|         | iparvágány a Nagyatádi konzervgyár felé            | nyílt vonalon, Nagyatád vasútállomás előtt |                |               | Használatban. |     |
|         | iparvágány a Deh Magyarország Kft. telephelye felé | nyílt vonalon, Nagyatád vasútállomás után  |                |               | Használatban. |     |
|         | iparvágány az Agrimpex és a Drawa telephelye felé  | nyílt vonalon, Nagyatád vasútállomás után  |                |               | Használatban. |     |

## 40. Budapest–Pécs-vasútvonal
| Státusz | Név | Kiágazó állomás                                  | Google utcakép | Google műhold | Megjegyzés                                                                    | Kép |
| ------- | --- | ------------------------------------------------ | -------------- | ------------- | ----------------------------------------------------------------------------- | --- |
|         | iparvágány a Csalogány utcai telep felé                                                                                               | Érd vasútállomás                                 |                |               |                                                                               |     |
|         | iparvágány a Tolmács utcai telep felé                                                                                                 | Érd vasútállomás                                 |                |               | Használaton kívül.                                                            |     |
|         | iparvágány a Dunamenti Erőmű felé | nyílt vonalon, Százhalombatta vasútállomás előtt |                |               | Használatban. Kiterjedt belső hálózat.                                        |     |
|         | iparvágány a Dunai Finomító felé | Dunai Finomító vasútállomás                      |                |               | Használatban. Kiterjedt belső hálózat.                                        |     |
|         | iparvágány a Danucem Magyarország Kft. telephelye felé                                                                                | Ercsi vasútállomás                               |                |               | Használatban.                                                                 |     |
|         | iparvágány az Ercsi cukorgyár felé | Ercsi vasútállomás                               |                |               | Használaton kívül.                                                            |     |
|         | iparvágány a Szeszgyári Vállalat (Hungrana Keményítő- és Izocukorgyártó és Forgalmazó Kft.) felé                                      | Szabadegyháza vasútállomás                       |                |               | Használatban.                                                                 |     |
|         | iparvágány | Pincehely vasútállomás                           |                |               |                                                                               |     |
|         | iparvágány | Pincehely vasútállomás                           |                |               |                                                                               |     |
|         | iparvágány a volt talpfatelítő telep felé                                                                                             | Dombóvár vasútállomás                            |                |               | Kiterjedt hálózat.                                                            |     |
|         | iparvágány a Cerbona Élelmiszeripari és Kereskedelmi Zrt. telephelye felé                                                             | Dombóvár vasútállomás                            |                |               | Kiterjedt hálózat. Egy vágány áthalad a Kórház utcán a túloldali ipartelepre. |     |
|         | iparvágány a Kandó Kálmán utca menti telepek felé                                                                                     | Dombóvár vasútállomás                            |                |               |                                                                               |     |
|         | iparvágány a Bükkösdi kőbánya | nyílt vonalon, Bükkösd vasútállomás előtt        |                |               |                                                                               |     |
|         | iparvágány a Concordia Közraktár Zrt. Szentlőrinc felé                                                                                | Szentlőrinc vasútállomás                         |                |               |                                                                               |     |
|         | iparvágány kiágazás a IKR Agrár Kft. Szentlőrinci Műtrágyaüzem felé                                                                   | Szentlőrinc vasútállomás                         |                |               |                                                                               |     |
|         | iparvágány az Alcufer telep és az ipari park felé                                                                                     | Mecsekalja-Cserkút vasútállomás                  |                |               |                                                                               |     |
|         | iparvágány kiágazás az ÁTI Depo Közraktározási Zrt. telephelye                                                                        | Mecsekalja-Cserkút vasútállomás                  |                |               |                                                                               |     |
|         | iparvágány kiágazás a MOL Logisztika Pécs telep felé                                                                                  | Mecsekalja-Cserkút vasútállomás                  |                |               |                                                                               |     |
|         | vontatóvágány iparvágányokkal a Pécsi Agroker telep, a Lambda Systeme Kft., a STAVMAT Építőanyag Kereskedelem és KFZ Übungsplatz felé | Pécs vasútállomás                                |                |               | Használaton kívül. Részben elbontva.                                          |     |
|         | iparvágány a Steel Metal – Nagykereskedelmi telephely felé                                                                            | Pécs vasútállomás                                |                |               |                                                                               |     |

## 41. Dombóvár–Gyékényes-vasútvonal
| Státusz | Név                                                          | Kiágazó állomás             | Google utcakép | Google műhold | Megjegyzés                     | Kép |
| ------- | ------------------------------------------------------------ | --------------------------- | -------------- | ------------- | ------------------------------ | --- |
|         | iparvágány a MÁV Zrt. Erőáramú Főnökség felé                 | Dombóvár alsó vasútállomás  |                |               | Használatban.                  |     |
|         | iparvágány az MH Kapos Bázisrepülőtér felé                   | Kaposhomok megállóhely      |                |               | Használaton kívül.             |     |
|         | iparvágány a Kaposvári teherpályaudvar felé                  | Kaposszentjakab megállóhely |                |               | Használatban.                  |     |
|         | iparvágány a Kométa üzem felé                                | Kaposszentjakab megállóhely |                |               | Elbontották.                   |     |
|         | iparvágány a Kaposvár közvágóhíd felé                        | Kaposszentjakab megállóhely |                |               |                                |     |
|         | iparvágány a Kaposvári cukorgyár felé                        | Kaposvár vasútállomás       |                |               | Használatban.                  |     |
|         | iparvágány a Nostra terményraktár felé                       | Kaposvár vasútállomás       |                |               | A 2010-es években elbontották. |     |
|         | iparvágány a Loacker Hulladékhasznosító Kft. telephelye felé | Kiskorpád vasútállomás      |                |               | Használatban.                  |     |
|         | iparvágány a Szentai fatelepre                               | Szenta vasútállomás         |                |               | Használatban.                  |     |
|         | iparvágány a Csurgói Faipari Gyár felé                       | Csurgó vasútállomás         |                |               | Használaton kívül.             |     |

## 42. Pusztaszabolcs–Dunaújváros–Paks-vasútvonal
- nem szerepel az iparvágányok között az iparvágányszerű, rövid:
  - Adony vasútállomásnál kiágazó Adony–Adony Dunapart-vasútvonal. A vonalon nincs külön iparvágány.
  - Dunaújváros vasútállomásnál kiágazó Dunaújváros–Dunaújváros-Kikötő-vasútvonal. A Szalki-szigeten, a Ruhagyári útnál van egy iparvágány kiágazása.

| Státusz | Név                                                                | Kiágazó állomás                              | Google utcakép | Google műhold | Megjegyzés | Kép |
| ------- | ------------------------------------------------------------------ | -------------------------------------------- | -------------- | ------------- | --- | --- |
|         | iparvágány az Iváncsai Ipari Park felé                             | Adony vasútállomás                           |                |               | Építés alatt. |     |
|         | iparvágány a Pálhalmai Országos Büntetés-végrehajtási Intézet felé | Dunaújváros külső megállóhely                |                |               | Használaton kívül. |     |
|         | iparvágány a Dunai Vasmű felé                                      | nyílt vonalon, Dunaújváros vasútállomás után |                |               | Használatban. Kiterjedt belső iparvágányhálózat.                                                                                                 |     |
|         | iparvágány a Keleti Iparterület felé                               | a Dunai Vasmű hálózatából ágazik ki felé     |                |               | Használaton kívül. |     |
|         | iparvágány a Déli Iparterület / Dunaújvárosi Papírgyár felé        | nyílt vonalon, Dunaújváros vasútállomás után |                |               | Használatban. |     |
|         | iparvágány a Barotapusztai Messe Hungarogáz Dunaföldvár telep felé | nyílt vonalon, Előszállás megállóhely után   |                |               | Használatban. |     |
|         | iparvágány a MVM Paksi Atomerőmű felé                              | Paks vasútállomás                            |                |               | Használatban. Kiterjedt belső iparvágányhálózat. Az iparvágány tulajdonképpen a vasútvonal egyenes meghosszabbításának tekinthető az Erőmű felé. |     |

## 43. Mezőfalva–Rétszilas-vasútvonal
- nincs iparvágány a vonalon

## 44. Székesfehérvár–Pusztaszabolcs-vasútvonal
| Státusz | Név                             | Kiágazó állomás          | Google utcakép | Google műhold | Megjegyzés         | Kép |
| ------- | ------------------------------- | ------------------------ | -------------- | ------------- | ------------------ | --- |
|         | iparvágány a takarmánygyár felé | Zichyújfalu vasútállomás |                |               | Használaton kívül. |     |

## 45. Sárbogárd–Börgönd-vasútvonal
| Státusz | Név                                          | Kiágazó állomás               | Google utcakép | Google műhold | Megjegyzés         | Kép |
| ------- | -------------------------------------------- | ----------------------------- | -------------- | ------------- | ------------------ | --- |
|         | iparvágány az Agrokémia Kft. telephelye felé | Aba-Sárkeresztúr vasútállomás |                |               | Használaton kívül. |     |

## 46. Rétszilas–Bátaszék-vasútvonal
| Státusz | Név                                                                   | Kiágazó állomás                             | Google utcakép | Google műhold | Megjegyzés         | Kép |
| ------- | --------------------------------------------------------------------- | ------------------------------------------- | -------------- | ------------- | ------------------ | --- |
|         | iparvágány a Nagydorogi Tárolótelep felé                              | Nagydorog vasútállomás                      |                |               | Használaton kívül. |     |
|         | iparvágány a P. S. Agroker Kft. telephelye felé                       | Nagydorog vasútállomás                      |                |               | Használaton kívül. |     |
|         | iparvágány az Agrokémia és Zöldért telephelyek felé                   | Tolna-Mözs vasútállomás                     |                |               | Használaton kívül. |     |
|         | iparvágány a JAKO Fémárugyár felé                                     | nyílt vonalon, Szekszárd vasútállomás előtt |                |               | Használatban.      |     |
|         | iparvágány a Magyar Agrárkereskedőház Kft. Logisztikai Központja felé | nyílt vonalon, Szekszárd vasútállomás után  |                |               | Használaton kívül. |     |
|         | iparvágány a Tolnahús üzem felé                                       | nyílt vonalon, Szekszárd vasútállomás után  |                |               | Használaton kívül. |     |

## 47. Godisa–Komló-vasútvonal
| Státusz | Név                                | Kiágazó állomás    | Google utcakép | Google műhold | Megjegyzés         | Kép |
| ------- | ---------------------------------- | ------------------ | -------------- | ------------- | ------------------ | --- |
|         | iparvágány a Komlói Fűtőerőmű felé | Komló vasútállomás |                |               | Használaton kívül. |     |

## 48. Keszőhidegkút-Gyönk–Tamási-vasútvonal
- 1990 óta kizárólag teherszállításra használt vonal
- nincs iparvágány a vonalon

## 49. Dombóvár–Lepsény-vasútvonal
- 1990-től személyszállítás csak Tamási és Lepsény, 1992-től csak Mezőhidvég-Lepsény szakaszon, 1999-től csak teherszállítás. A vonalat az 1990-es évektől fokozatosan elbontották, jelenleg már csak az Enying-Lepsény része van meg. Ezen 2012-ig volt teherforgalom.

| Státusz | Név                                            | Kiágazó állomás                          | Google utcakép | Google műhold | Megjegyzés         | Kép |
| ------- | ---------------------------------------------- | ---------------------------------------- | -------------- | ------------- | ------------------ | --- |
|         | iparvágány az Enyingi Műtrágya Üzem (IKR) felé | nyílt vonalon, Enying vasútállomás előtt |                |               | Használaton kívül. |     |
|         | iparvágány az Enyingi malom felé               | nyílt vonalon, Enying vasútállomás előtt |                |               | Használaton kívül. |     |

## 50. Dombóvár–Bátaszék-vasútvonal
- nem szerepel az iparvágányok között az iparvágányszerű, rövid:
  - Hidas-Bonyhád vasútállomásnál kiágazó, 1960 óta[57] kizárólag teherforgalmú (50k) Hidas-Bonyhád–Bonyhád-vasútvonal.[58] Ennek 3 iparvágánya van Bonyhádon: a KITE Zrt. és a mellette lévő vállalat telephelyére, illetve a Bonyhádi Hengermalomhoz vezető iparvágány.

| Státusz | Név                                                       | Kiágazó állomás            | Google utcakép | Google műhold | Megjegyzés         | Kép |
| ------- | --------------------------------------------------------- | -------------------------- | -------------- | ------------- | ------------------ | --- |
|         | iparvágány a Nagymányoki Brikettgyár felé                 | Nagymányok megállóhely     |                |               | Használaton kívül. |     |
|         | iparvágány a Budapesti Vegyiművek Hidasi Gyáregysége felé | Hidas-Bonyhád vasútállomás |                |               |                    |     |
|         | iparvágány a Bátaszéki Cserépgyár felé                    | Bátaszék vasútállomás      |                |               |                    |     |

## 60. Murakeresztúr–Szentlőrinc-vasútvonal
| Státusz | Név | Kiágazó állomás                        | Google utcakép | Google műhold | Megjegyzés         | Kép |
| ------- | --- | -------------------------------------- | -------------- | ------------- | ------------------ | --- |
|         | iparvágány a Szent Imre utca menti ipartelep felé                                                                                 | Vízvár vasútállomás                    |                |               | Használaton kívül. |     |
|         | vontatóvágány a nyugati ipartelep felé több iparvágánnyal (Dráva Coop Zrt szárító, Táncsics Mihály utca menti kereskedelmi telep) | Barcs vasútállomás                     |                |               | Használaton kívül. |     |
|         | iparvágány a Barcsi malom felé | Barcs vasútállomás                     |                |               | Használaton kívül. |     |
|         | iparvágány a B Z Beton Kft. telephelye felé                                                                                       | Barcs vasútállomás                     |                |               | Használaton kívül. |     |
|         | iparvágány a Barcsi Fűrészüzem felé                                                                                               | Barcs vasútállomás                     |                |               | Használaton kívül. |     |
|         | iparvágány a Dráva Trans Kft. telephelye felé                                                                                     | nyílt vonalon, Barcs vasútállomás után |                |               |                    |     |
|         | iparvágány a szeszgyár felé | Barcs felső megállóhely                |                |               | Elbontották.       |     |
|         | iparvágány a Szigetvári Konzervgyár felé                                                                                          | Szigetvár vasútállomás                 |                |               |                    |     |
|         | iparvágány a mezőgazdasági telep felé                                                                                             | Szigetvár vasútállomás                 |                |               |                    |     |
|         | iparvágány a Sziget-Chem Agrokémia Kft. telephelye felé                                                                           | Szigetvár vasútállomás                 |                |               | Használatban.      |     |

## 61. Sellye–Szentlőrinc-vasútvonal
| Státusz | Név                                        | Kiágazó állomás                                          | Google utcakép | Google műhold | Megjegyzés | Kép |
| ------- | ------------------------------------------ | -------------------------------------------------------- | -------------- | ------------- | ---------- | --- |
|         | iparvágány a Királyegyházi Cementgyár felé | nyílt vonalon, Királyegyháza-Rigópuszta megállóhely után |                |               |            |     |

## 62. Középrigóc–Villány-vasútvonal
- A vonalon 2007 óta nincs személyszállítás. Teherszállítás a vonal közepén lévő Sellye–Vajszló és Sellye–Drávafok között az ott becsatlakozó Szentlőrinc–Sellye-vasútvonal (61.) felől, illetve keleti végén Villány–Nagyharsány között a Villány–Magyarbóly-vasútvonal felől van napjainkban.

| Státusz | Név                                     | Kiágazó állomás                | Google utcakép | Google műhold | Megjegyzés    | Kép |
| ------- | --------------------------------------- | ------------------------------ | -------------- | ------------- | ------------- | --- |
|         | iparvágány a nagyharsányi kőbányák felé | Nagyharsány vasútállomás előtt |                |               |               |     |
|         | iparvágány a Beremendi Cementmű felé    | Nagyharsány vasútállomás       |                |               | Használatban. |     |

## 64. Pécs–Bátaszék-vasútvonal
- 1997 óta Pécsvárad és Palotabozsok között, 2003 óta Palotabozsok és Bátaszék között nincs személyforgalom. A maradék Pécs-Pécsvárad szakaszon 2009-ben szűnt meg a személyforgalom. Ezt a részét tehervonatok még egy ideig használták. Napjainkban a vonal nagy része járhatatlan, Pécs-Pécsváradi részét is kizárták a forgalomból.

| Státusz | Név                               | Kiágazó állomás                            | Google utcakép | Google műhold | Megjegyzés         | Kép |
| ------- | --------------------------------- | ------------------------------------------ | -------------- | ------------- | ------------------ | --- |
|         | iparvágány Hosszúheténybánya felé | nyílt vonalon, Vasas-Hird megállóhely után |                | ,             | Használaton kívül. |     |

## 65. Villány–Magyarbóly-vasútvonal
| Státusz | Név                                            | Kiágazó állomás         | Google utcakép | Google műhold | Megjegyzés         | Kép |
| ------- | ---------------------------------------------- | ----------------------- | -------------- | ------------- | ------------------ | --- |
|         | iparvágány a Vasút utca menti raktártelep felé | Magyarbóly vasútállomás |                |               | Használaton kívül. |     |

## 66. Pécs–Mohács-vasútvonal
| Státusz | Név | Kiágazó állomás                                     | Google utcakép | Google műhold | Megjegyzés         | Kép |
| ------- | --- | --------------------------------------------------- | -------------- | ------------- | ------------------ | --- |
|         | iparvágány a Huf-Bau Téglacentrum felé | Pécs-Külváros vasútállomás                          |                |               | Használaton kívül. |     |
|         | iparvágány a Szürke Kohász Kft. felé felé | nyílt vonalon, Pécsbánya-Rendező vasútállomás előtt |                |               | Használatban.      |     |
|         | iparvágány a Sopia-Net Kft. felé | Pécsbánya-Rendező vasútállomás                      |                |               | Használaton kívül. |     |
|         | iparvágány a szénosztályozó felé | Pécsbánya-Rendező vasútállomás                      |                |               | Használaton kívül. |     |
|         | iparvágány a Pécsi erőmű felé | Pécsbánya-Rendező vasútállomás                      |                |               | Használatban.      |     |
|         | iparvágány a bólyi ipartelep felé | Bóly megállóhely                                    |                |               | Használatban.      |     |
|         | vontatóvágány a Budapesti út menti ipartelepek (Sella&Decor Kft., Bólyi Mezőgazdasági Termelő és Kereskedelmi Zrt. Mezőgazdasági Laboratórium, Lumbertech Kft. Raktár, Betonüzem Mohács, Kronospan-Mofa Hungary Kft.) felé | Mohács vasútállomás                                 |                |               | Használatban.      |     |
|         | vontatóvágány a dunaparti kikötők felé (Steel Metal – Mohácsi Telephely, Mohács Bóly Kikötő) | Mohács vasútállomás                                 |                |               | Használatban.      |     |

## 70. Budapest–Szob-vasútvonal
| Státusz | Név | Kiágazó állomás        | Google utcakép | Google műhold | Megjegyzés | Kép |
| ------- | --- | ---------------------- | -------------- | ------------- | --- | --- |
|         | iparvágány a Dunakeszi hűtőház felé | Dunakeszi vasútállomás |                |               | Használaton kívül. |     |
|         | iparvágány a Dunakeszi konzervgyár felé                                                                                                 | Dunakeszi vasútállomás |                |               | Használaton kívül. |     |
|         | iparvágány a Dunakeszi járműjavító felé                                                                                                 | Dunakeszi vasútállomás |                |               | Használatban. A vágány Dunakeszi vasútállomásnál ágazik ugyan ki a vonalból, de Dunakeszi-Gyártelep megállóhelyig amellett halad, csak ott megy be az ipartelepre, amelyben belül kiterjedt hálózat van. |     |
|         | iparvágány az MVM-OVIT Gödi alállomása felé                                                                                             | Göd vasútállomás       |                |               | Használatban. 2024-ben lett újranyitva. |     |
|         | Vác-Alsóvárosi vontatóvágány, iparvágányokkal a Tungsramhoz és a Toperini Ipari Logisztikai Üzleti Parkhoz (korábban a Forte gyárba is) | Vác vasútállomás       |                |               | Használatban. A mintegy 20 éve nem használt iparvágányt 2024-ben ismét üzembe helyezték a Toperini Ipari Logisztikai Üzleti Park kérése miatt. A Tungsram vágányait továbbra sem használják.             |     |
|         | iparvágány a Váci-malom felé | Vác vasútállomás       |                |               | |     |
|         | iparvágány a Verőcei Parkettagyár felé                                                                                                  | Verőce vasútállomás    |                |               | Használaton kívül. A telepen van a Királyréti Erdei Vasút (szintén már nem használt) rakodója. |     |
|         | iparvágány a fatelep felé | Szob vasútállomás      |                |               | Használatban. |     |
|         | iparvágány a szénrakodó felé | Szob vasútállomás      |                |               | Használatban. |     |

## 71. Budapest–Vácrátót–Vác-vasútvonal
| Státusz | Név                                              | Kiágazó állomás        | Google utcakép | Google műhold | Megjegyzés   | Kép |
| ------- | ------------------------------------------------ | ---------------------- | -------------- | ------------- | ------------ | --- |
|         | iparvágány az erdőkertesi téglagyári rakodó felé | Erdőkertes megállóhely |                |               | Elbontották. |     |

## 75. Vác–Balassagyarmat-vasútvonal
| Státusz | Név                             | Kiágazó állomás                            | Google utcakép | Google műhold | Megjegyzés         | Kép |
| ------- | ------------------------------- | ------------------------------------------ | -------------- | ------------- | ------------------ | --- |
|         | Vác DDC                         | Vác–Szokolya állomásköz (Vác-DCM elágazás) |                |               | Használatban.      |     |
|         | Szokolya ÁTI                    | Szokolya                                   |                |               |                    |     |
|         | Nagyoroszi-Erdő és Fafeldolgozó | Nagyoroszi                                 |                |               |                    |     |
|         | Balassagyarmat Kábelművek       | Balassagyarmat                             |                |               |                    |     |
|         | Balassagyarmat-Tüzép            | Balassagyarmat                             |                |               | Használaton kívül. |     |

## 76. Diósjenő–Romhány-vasútvonal
- a vonalon 2007 óta nincs személyforgalom, később a teherforgalom is megszűnt

| Státusz | Név                                    | Kiágazó állomás      | Google utcakép | Google műhold | Megjegyzés         | Kép |
| ------- | -------------------------------------- | -------------------- | -------------- | ------------- | ------------------ | --- |
|         | iparvágány a Nógrádi Erdőkémia felé    | Tolmács megállóhely  |                |               | Használaton kívül. |     |
|         | iparvágány a Romhányi Kerámiagyár felé | Romhány vasútállomás |                |               | Használaton kívül. |     |

## 77. Aszód–Vácrátót-vasútvonal
- nincs iparvágány a vonalon

## 78. Aszód–Balassagyarmat–Ipolytarnóc-vasútvonal
- a balassagyarmati iparvágányok a 75. számú Vác–Balassagyarmat-vasútvonalnál szerepelnek

| Státusz | Név                                                                 | Kiágazó állomás                                                  | Google utcakép | Google műhold | Megjegyzés         | Kép |
| ------- | ------------------------------------------------------------------- | ---------------------------------------------------------------- | -------------- | ------------- | ------------------ | --- |
|         | Állami Termékgazdálkodási Igazgatóság Sajátcélú vasúti pályahálózat | Acsa-Erdőkürt                                                    |                |               |                    |     |
|         | Nógrádkövesd-Kőbánya                                                | Nógrádkövesd                                                     |                |               |                    |     |
|         | Magyarnándori Állami Gazdaság                                       | Magyarnándor–Balassagyarmat vasútállomás állomásköz (Mohora mh.) |                |               | Használaton kívül. |     |

## 80. Budapest–Sátoraljaújhely-vasútvonal
- nem szerepel az iparvágányok között az iparvágányszerű, rövid:
  - Nagyút vasútállomásnál kiágazó (372.) Nagyút–Visonta-vasútvonal. Visontán több iparvágány-kiágazása van.
  - Mezőkeresztes-Mezőnyárád vasútállomásnál kiágazó  (371.) Mezőkeresztes-Mezőnyárád–Bükkábrány-vasútvonal. A vonalon nincs külön iparvágány.

| Státusz | Név                                                                                       | Kiágazó állomás                                            | Google utcakép | Google műhold | Megjegyzés                                                                 | Kép |
| ------- | ----------------------------------------------------------------------------------------- | ---------------------------------------------------------- | -------------- | ------------- | -------------------------------------------------------------------------- | --- |
|         | iparvágány a Gödöllői Gépgyár felé                                                        | nyílt vonalon, Gödöllő-Állami telepek megállóhely előtt    |                |               | Használaton kívül.                                                         |     |
|         | iparvágány a Hatvani cukorgyár felé                                                       | Hatvan vasútállomás                                        |                |               |                                                                            |     |
|         | iparvágány a STAVMAT Építőanyag Kereskedelem telephelye felé                              | Hatvan vasútállomás                                        |                |               | Használaton kívül.                                                         |     |
|         | iparvágány Hatvan MÁV alállomás felé                                                      | Hatvan vasútállomás                                        |                |               |                                                                            |     |
|         | iparvágány a Primaenergia horti töltőüzeme felé                                           | Hort-Csány vasútállomás                                    |                |               | Használatban.                                                              |     |
|         | iparvágány a lekötőtelep (MÁV-Thermit Kft.) felé                                          | Ludas vasútállomás                                         |                |               | Használatban. Ritka típusú, mindkét oldalán a vonalba bekötött iparvágány. |     |
|         | iparvágány a Szuromi Ablakok gyára felé                                                   | Füzesabony vasútállomás                                    |                |               | Használaton kívül.                                                         |     |
|         | iparvágány a füzesabonyi MOL-telep felé                                                   | Füzesabony vasútállomás                                    |                |               | Használatban.                                                              |     |
|         | iparvágány Füzesabony MÁV alállomás felé                                                  | Füzesabony vasútállomás                                    |                |               | Használatban.                                                              |     |
|         | iparvágány a HM-telep felé                                                                | Mezőkövesd vasútállomás                                    |                |               | Használaton kívül.                                                         |     |
|         | iparvágány az Eper utca menti ipartelep felé                                              | Mezőkövesd vasútállomás                                    |                |               | Használaton kívül.                                                         |     |
|         | iparvágány a Mezőkövesdi malom felé                                                       | Mezőkövesd vasútállomás                                    |                |               | Használaton kívül.                                                         |     |
|         | iparvágány az építőanyag telep felé                                                       | Mezőkövesd vasútállomás                                    |                |               | Elbontva, csak az állomás felőli csonkja van meg.                          |     |
|         | iparvágány az elbontott szovjet repülős laktanya felé                                     | nyílt vonalon, Mezőkeresztes-Mezőnyárád vasútállomás előtt |                |               | Klementina megszűnt megálló-rakodóhelynél. Elbontották.                    |     |
|         | iparvágány a hejőpapi kavicsbánya felé                                                    | Nyékládháza vasútállomás                                   |                |               | Használaton kívül.                                                         |     |
|         | iparvágány az István-tó felé                                                              | Nyékládháza vasútállomás                                   |                |               | Használaton kívül.                                                         |     |
|         | iparvágány Nyékládháza MÁV alállomás felé                                                 | nyílt vonalon, Nyékládháza vasútállomás után               |                |               | Használatban.                                                              |     |
|         | vontatóvágány Nyékládháza északi rész felé több iparvágánnyal (pl. a Borsod Agroker felé) | nyílt vonalon, Nyékládháza vasútállomás után               |                |               |                                                                            |     |
|         | iparvágány a Hejőcsabai cementgyár felé                                                   | nyílt vonalon, Miskolc-Rendező vasútállomás előtt          |                |               | Használatban.                                                              |     |
|         | iparvágány a MÁV MTM Rt. gépállomása felé                                                 | Miskolc-Tiszai vasútállomás                                |                |               | Használatban.                                                              |     |
|         | iparvágány a Miskolci Főműhely (TS Hungaria Kft.) felé                                    | Miskolc-Tiszai vasútállomás                                |                |               | Használatban.                                                              |     |
|         | vontatóvágány a Fonoda utca menti ipartelepek felé                                        | Miskolc-Tiszai vasútállomás                                |                |               | Használaton kívül.                                                         |     |
|         | iparvágány Alsózsolca Ipari Park felé                                                     | nyílt vonalon, Alsózsolca vasútállomás után                |                |               | Használaton kívül.                                                         |     |
|         | iparvágány a Gyár utca menti telep felé                                                   | nyílt vonalon, Alsózsolca vasútállomás után                |                |               | Használaton kívül.                                                         |     |
|         | iparvágány az SW Umwelttechnik felé                                                       | nyílt vonalon, Alsózsolca vasútállomás után                |                |               | Használaton kívül.                                                         |     |
|         | iparvágány a Borsodi Sörgyár felé                                                         | Hernádnémeti-Bőcs vasútállomás                             |                |               | Használatban.                                                              |     |
|         | iparvágány a Szerencsi cukorgyár felé                                                     | Szerencs vasútállomás                                      |                |               | Használaton kívül.                                                         |     |
|         | iparvágány a szerencsi MÁV alállomás felé                                                 | nyílt vonalon, Szerencs vasútállomás után                  |                |               | Használaton kívül.                                                         |     |
|         | iparvágány az SW Umwelttechnik felé                                                       | Bodrogkeresztúr vasútállomás                               |                |               | Használaton kívül.                                                         |     |
|         | iparvágány a fatelep felé                                                                 | Olaszliszka-Tolcsva vasútállomás                           |                |               | Használatban.                                                              |     |
|         | iparvágány a Bodrogközi ÁG telep felé                                                     | Sárospatak vasútállomás                                    |                |               | Használaton kívül.                                                         |     |
|         | iparvágány a MÁV bontótelep felé                                                          | Sátoraljaújhely vasútállomás                               |                |               | Használatban.                                                              |     |

## 81. Hatvan–Somoskőújfalu-vasútvonal
- nem szerepel az iparvágányok között az iparvágányszerű:
  - a Selyp vasútállomásnál kiágazó Selyp–Selyp-Bányatelep vasútvonal
  - a Salgótarján külső vasútállomásnál kiágazó Salgótarján külső–Acélgyártelep-vasútvonal.[73] A vonalon nincs külön iparvágány.

| Státusz | Név                                                                                               | Kiágazó állomás                                     | Google utcakép | Google műhold | Megjegyzés                                                 | Kép |
| ------- | ------------------------------------------------------------------------------------------------- | --------------------------------------------------- | -------------- | ------------- | ---------------------------------------------------------- | --- |
|         | iparvágány a Borealis L.A.T Hungary Kft. telephelye felé                                          | Mátravidéki Erőmű vasútállomás                      |                |               |                                                            |     |
|         | iparvágány a Mátravidéki Erőmű felé                                                               | Mátravidéki Erőmű vasútállomás                      |                |               | Használatban.                                              |     |
|         | iparvágány a Selypi malom felé                                                                    | Selyp vasútállomás                                  |                |               |                                                            |     |
|         | iparvágány a Selypi cukorgyár felé                                                                | Selyp vasútállomás                                  |                |               | Használaton kívül. Kiterjedt hálózat. Részben elbontották. |     |
|         | iparvágány a Jobbágyi lőszergyár felé                                                             | nyílt vonalon, Jobbágyi megállóhely után            |                |               |                                                            |     |
|         | iparvágány a TIG Állami Tartalékgazdálkodási Nonprofit Gazdasági Társaság – Tari telep felé       | nyílt vonalon, Mátraszőlős-Hasznos megállóhely után |                |               |                                                            |     |
|         | iparvágány a Viessmann Kft. telephelye felé                                                       | Nagybátony vasútállomás                             |                |               | Használaton kívül.                                         |     |
|         | iparvágány az M-WOOD Bútor Kft. telephelye felé                                                   | Nagybátony vasútállomás                             |                |               | Használaton kívül.                                         |     |
|         | iparvágány az Elin Metal Kft. telephelye felé                                                     | Kisterenye vasútállomás                             |                |               |                                                            |     |
|         | iparvágány a Zagyvapálfalvai Bányagépgyár felé                                                    | Zagyvapálfalva vasútállomás                         |                |               |                                                            |     |
|         | iparvágány                                                                                        | Zagyvapálfalva vasútállomás                         |                |               |                                                            |     |
|         | vontatóvágány iparvágányokkal az Észak-magyarországi MÉH-telep és a SVG Hungary Gépgyár Zrt. felé | Salgótarján külső vasútállomás                      |                |               |                                                            |     |
|         | iparvágány az Wamsler SE Tűzhelygyár felé                                                         | Salgótarján külső vasútállomás                      |                |               |                                                            |     |
|         | iparvágány a Salgótarjáni Öblösüveggyár felé                                                      | Salgótarján külső vasútállomás                      |                |               | Használaton kívül.                                         |     |

## 82. Hatvan–Újszász-vasútvonal
- az Újszászi iparvágányok a (86.) Vámosgyörk–Újszász-vasútvonalnál kerülnek feltüntetésre.

| Státusz | Név                                                                 | Kiágazó állomás                              | Google utcakép | Google műhold | Megjegyzés    | Kép |
| ------- | ------------------------------------------------------------------- | -------------------------------------------- | -------------- | ------------- | ------------- | --- |
|         | iparvágány a Jászberényi Hűtőgépgyár felé                           | nyílt vonalon, Jászberény vasútállomás előtt |                |               | Használatban. |     |
|         | iparvágány a Jászberényi Aprítógépgyár felé                         | nyílt vonalon, Jászberény vasútállomás előtt |                |               | Használatban. |     |
|         | iparvágány a Borforgalmi Vállalat (ma: Andrássy rendezvényház) felé | Jászberény vasútállomás után                 |                |               | Használatban. |     |
|         | iparvágány a Téba tüzéptelep felé                                   | nyílt vonalon, Jászberény vasútállomás után  |                |               | Használatban. |     |
|         | iparvágány a Szatmári Malom Kft. telephelye felé                    | nyílt vonalon, Jászberény vasútállomás után  |                |               | Használatban. |     |

## 83. Mátramindszent–Mátranovák–Homokterenye-vasútvonal
- 1994 óta személyszállítás, a 1995 óta teherszállítás nincs a vonalon.
- nincs iparvágány a vonalon

## 84. Kisterenye–Kál-Kápolna-vasútvonal
A vasútvonalon a 2007 óta személyforgalom, napjainkban már teherfogalom sincs.
- nem kerül felsorolásra az iparvágányok között az iparvágányszerű, rövid:
  - Kisterenye vasútállomás után kiágazó  Kisterenye–Kazár-vasútvonal.

| Státusz | Név                                       | Kiágazó állomás             | Google utcakép | Google műhold | Megjegyzés         | Kép |
| ------- | ----------------------------------------- | --------------------------- | -------------- | ------------- | ------------------ | --- |
|         | iparvágány                                | Ilonabánya megállóhely      |                |               |                    |     |
|         | iparvágány a Mátravidéki Fémművek felé    | Kőkútpuszta megállóhely     |                |               | Elbontották.       |     |
|         | iparvágány a katonai üzemanyagraktár felé | Tarnaszentmária megállóhely |                |               |                    |     |
|         | iparvágány a Kápolnai gabonasiló felé     | Kápolna megállóhely         |                |               | Használaton kívül. |     |

## 85. Vámosgyörk–Gyöngyös-vasútvonal
| Státusz | Név                                                                                 | Kiágazó állomás                             | Google utcakép | Google műhold | Megjegyzés         | Kép |
| ------- | ----------------------------------------------------------------------------------- | ------------------------------------------- | -------------- | ------------- | ------------------ | --- |
|         | iparvágány a Kohászati Alapanyag Előkészítő Vállalat (ma: Gyöngyös Ipari Park) felé | Gyöngyöshalász megállóhely                  |                |               | Használatban.      |     |
|         | iparvágány a MÁV Hosszúsíngyártó üzem (Kitérőgyár) felé                             | nyílt vonalon, Kitérőgyár megállóhely előtt |                |               | Használatban.      |     |
|         | iparvágány a Vamav Vasúti Berendezések Kft. felé                                    | nyílt vonalon, Kitérőgyár megállóhely előtt |                |               | Használatban.      |     |
|         | iparvágány a Stavmat telep felé                                                     | nyílt vonalon, Kitérőgyár megállóhely előtt |                |               | Elbontva.          |     |
|         | iparvágány a vastelep felé                                                          | Gyöngyös vasútállomás                       |                |               | Használaton kívül. |     |

## 86. Vámosgyörk–Újszász-vasútvonal
| Státusz | Név                                                   | Kiágazó állomás                             | Google utcakép | Google műhold | Megjegyzés                                 | Kép |
| ------- | ----------------------------------------------------- | ------------------------------------------- | -------------- | ------------- | ------------------------------------------ | --- |
|         | iparvágány az OPAL Zrt. vámosgyörki telephelye felé   | nyílt vonalon, Vámosgyörk vasútállomás után |                |               |                                            |     |
|         | iparvágány az Agrocentrum Áruház felé                 | Jászapáti vasútállomás                      |                |               |                                            |     |
|         | iparvágány a Téba Tüzép telepe felé                   | Jászapáti vasútállomás                      |                |               |                                            |     |
|         | iparvágány a Concordia Közraktárak telephelye felé    | Jászapáti vasútállomás                      |                |               |                                            |     |
|         | iparvágány a fűtőház felé                             | Jászapáti vasútállomás                      |                |               |                                            |     |
|         | iparvágány a TIG raktár, Apátmag Kft. telephelye felé | nyílt vonalon, Jászapáti vasútállomás után  |                |               |                                            |     |
|         | iparvágány Jászapáti MG2000 2. Telep felé             | nyílt vonalon, Jászapáti vasútállomás után  |                |               |                                            |     |
|         | iparvágány a MÁV FKG Kft. telepe felé                 | Jászkisér vasútállomás                      |                |               | Használatban. Kiterjedt iparvágányhálózat. |     |

## 87. Füzesabony–Putnok-vasútvonal
- 2009 óta a vonal felső, Szilvásvárad–Putnok közötti részén nincs forgalom.

| Státusz | Név                                                                    | Kiágazó állomás                        | Google utcakép | Google műhold | Megjegyzés         | Kép |
| ------- | ---------------------------------------------------------------------- | -------------------------------------- | -------------- | ------------- | ------------------ | --- |
|         | iparvágány a Kistályai út menti ipartelepek felé                       | nyílt vonalon, Eger vasútállomás előtt |                |               | Használaton kívül. |     |
|         | iparvágány az Egri Téglagyár felé                                      | Eger-Téglagyár rakodóhely              |                |               | Használaton kívül. |     |
|         | iparvágány az Agria Vállalkozói Park, a Berva Rt. és a OMYA-bánya felé | Eger-Felnémet vasútállomás             |                |               | Használatban.      |     |
|         | iparvágány az Egercsehi Szénbányák szénosztályozója felé               | Mónosbél megállóhely                   |                |               | Használaton kívül. |     |
|         | iparvágány a Bélapátfalvi Cementgyár felé                              | Bélapátfalva vasútállomás              |                |               | Használaton kívül. |     |
|         | iparvágány a Szilvásváradi Erdei Vasút rakodója felé                   | Szilvásvárad-Szalajkavölgy megállóhely |                |               | Elbontva.          |     |

## 88. Mezőcsát–Hejőkeresztúr-vasútvonal
- a vonalon 2007 óta nincs személyszállítás, teherfogalom szórványos
- nincs iparvágány a vonalon

## 89. Nyékládháza–Tiszaújváros-vasútvonal
| Státusz | Név                                                            | Kiágazó állomás                               | Google utcakép | Google műhold | Megjegyzés         | Kép |
| ------- | -------------------------------------------------------------- | --------------------------------------------- | -------------- | ------------- | ------------------ | --- |
|         | iparvágány a MAVIR Sajószöged alállomás felé                   | nyílt vonalon, Sajószöged megállóhely előtt   |                |               |                    |     |
|         | iparvágány az AES-Tisza II erőmű felé                          | nyílt vonalon, Tiszaújváros vasútállomás után |                |               | Használaton kívül. |     |
|         | iparvágány a MOL Petrolkémia Zrt. (Tiszai Vegyi Kombinát) felé | nyílt vonalon, Tiszaújváros vasútállomás után |                |               | Használatban.      |     |
|         | iparvágány a Tiszai Kőolajipari Vállalat felé                  | nyílt vonalon, Tiszaújváros vasútállomás után |                |               | Használatban.      |     |
|         | iparvágány a Tiszapalkonyai hőerőmű felé                       | nyílt vonalon, Tiszaújváros vasútállomás után |                |               | Használaton kívül. |     |

## 90. Miskolc–Hidasnémeti-vasútvonal
| Státusz | Név                                 | Kiágazó állomás                              | Google utcakép | Google műhold | Megjegyzés    | Kép |
| ------- | ----------------------------------- | -------------------------------------------- | -------------- | ------------- | ------------- | --- |
|         | iparvágány az Ongai Csavargyár felé | nyílt vonalon, Felsőzsolca vasútállomás után |                |               |               |     |
|         | iparvágány az Agrárcenter felé      | Forró-Encs vasútállomás                      |                |               | Használatban. |     |

## 92. Miskolc–Bánréve–Ózd-vasútvonal
- nem szerepel az alábbi listában az iparvágányszerű, rövid:
  - a Sajóecseg vasútállomásnál kiágazó Sajóecseg–Sajóbábony-vasútvonal (294l). Ennek két iparvágánya van Sajóbábony teherpályaudvarnál:[85]
    - az ÁTI-telep iparvágánya
    - az Észak-Magyarországi Vegyiművek iparvágánya (kiterjedt belső hálózattal)

  - a Miskolc-Repülőtér vasútállomásnál kiágazó Miskolc-Repülőtér–BÉM–Sajóecseg-vasútvonal sem

| Státusz | Név | Kiágazó állomás                                    | Google utcakép | Google műhold | Megjegyzés                                                                                          | Kép |
| ------- | --- | -------------------------------------------------- | -------------- | ------------- | --------------------------------------------------------------------------------------------------- | --- |
|         | iparvágány az István-malom felé                                                                                | Miskolc-Gömöri vasútállomás                        |                |               | |     |
|         | iparvágány a Besenyői utca menti ipartelep felé                                                                | Miskolc-Gömöri vasútállomás                        |                |               | Használaton kívül.                                                                                  |     |
|         | Miskolc-Gömöri vontatóvágány iparvágányokkal                                                                   | Miskolc-Gömöri vasútállomás                        |                |               | Használatban. Kiterjedt hálózat.                                                                    |     |
|         | iparvágány a Borsod-Abaúj-Zemplén Vármegyei Központi Kórház és Egyetemi Oktatókórház felé                      | Miskolc-Gömöri vasútállomás                        |                |               | Használaton kívül.                                                                                  |     |
|         | iparvágány az ÁTI Depó Zrt. telephelye felé                                                                    | Miskolc-Gömöri vasútállomás                        |                |               | Használaton kívül.                                                                                  |     |
|         | iparvágány a Kohászati Alapanyag Feldolgozó (KOALFÉM) felé                                                     | Miskolc-Rendező vasútállomás                       |                |               | Használaton kívül.                                                                                  |     |
|         | iparvágány a Borsodi Ércelőkészítő Mű felé                                                                     | Szirmabesenyő megállóhely                          |                |               | |     |
|         | iparvágány a Sajószentpéteri Üveggyár felé                                                                     | Sajószentpéter vasútállomás                        |                |               | Használatban. Ritka típusú, mindkét végén a vonalba bekötött iparvágány.                            |     |
|         | vontatóvágány, iparvágányokkal a Berentei Bányagépjavító üzem, a Berentei Dissous üzem, a BorsodChem Zrt. felé | nyílt vonalon, Sajószentpéter vasútállomás után    |                |               | Használatban.                                                                                       |     |
|         | iparvágány a Berentei szénosztályozó és a Borsodi Hőerőmű felé                                                 | nyílt vonalon, Sajószentpéter vasútállomás után    |                |               | Használaton kívül. Ritka típusú, mindkét végén a vonalba bekötött iparvágány.                       |     |
|         | iparvágány a Kazincbarcikai szennyvíztisztító telep felé                                                       | nyílt vonalon, Kazincbarcika alsó megállóhely után |                | ,             | Elbontották.                                                                                        |     |
|         | iparvágány az építőanyag terület felé                                                                          | Kazincbarcika vasútállomás                         |                | ,             | Elbontották.                                                                                        |     |
|         | iparvágány | Putnok vasútállomás                                |                |               | Használaton kívül.                                                                                  |     |
|         | iparvágány a szénosztályozó felé                                                                               | Putnok vasútállomás                                |                |               | Elbontották.                                                                                        |     |
|         | iparvágány a szénbánya rakodó felé                                                                             | Putnok vasútállomás                                |                |               | Elbontották.                                                                                        |     |
|         | iparvágány a Putnoki malom felé                                                                                | Putnok vasútállomás                                |                |               | Használaton kívül.                                                                                  |     |
|         | iparvágány a Serényfalvai téglagyár felé                                                                       | Pogonyipuszta megállóhely                          |                |               | |     |
|         | iparvágány a Bánrévei Vízmű felé                                                                               | Bánrévei Vízmű megállóhely                         |                |               | Használaton kívül.                                                                                  |     |
|         | 2 iparvágány az Aicher-Beton Kft. telephelye felé                                                              | Center teherpályaudvar                             |                |               | Használaton kívül.                                                                                  |     |
|         | 3 iparvágány az Ózdi Acélművek Kft. telephelye felé                                                            | Ózd alsó megállóhely                               |                |               | Használatban. Ritka típusú, mindkét végén a vonalba bekötött iparvágány kiterjedt belső hálózattal. |     |
|         | iparvágány az Ózdi Kohászati Üzemek törzsgyára felé                                                            | Ózd vasútállomás                                   |                |               | Használaton kívül. Kiterjedt belső hálózat. Egyes részeit elbontották.                              |     |

## 93. Ládi-Rakodó–Miskolc-Rendező-vasútvonal
| Státusz | Név                                                                            | Kiágazó állomás                  | Google utcakép | Google műhold | Megjegyzés                                             | Kép |
| ------- | ------------------------------------------------------------------------------ | -------------------------------- | -------------- | ------------- | ------------------------------------------------------ | --- |
|         | iparvágány a Hejőcsabai Cementgyár Gépjavító Műhelye felé                      | nyílt vonalon                    |                |               | Elbontásra került, helyére Tesco áruház épült          |     |
|         | iparvágány az egyetemi fűtőmű felé                                             | nyílt vonalon                    |                |               | Hosszú idő óta használaton kívül áll, benőtte az erdő. |     |
|         | 2 iparvágány a Diósgyőri Acélművek felé nagy kiterjedésű iparvágány-hálózattal | Diósgyőr-Vasgyár                 |                |               | Használaton kívül.                                     |     |
|         | iparvágány a Diósgyőri Gépgyár felé                                            | nyílt vonalon, Ládi-rakodó előtt |                |               | Használaton kívül.                                     |     |
|         | 2 iparvágány a Ládi rakodótelepre                                              | Ládi-rakodó                      |                |               | Használatban.                                          |     |

## 94. Miskolc–Tornanádaska-vasútvonal
- A vonal Miskolc és Sajóecseg vasútállomás között közös a (92.) Miskolc–Bánréve–Ózd-vasútvonallal. Ennek a szakasznak az iparvágányai ott vannak feltüntetve.

| Státusz | Név                                    | Kiágazó állomás                                  | Google utcakép | Google műhold | Megjegyzés | Kép |
| ------- | -------------------------------------- | ------------------------------------------------ | -------------- | ------------- | ---------- | --- |
|         | iparvágány                             | nyílt vonalon, Büdöskútpuszta megállóhely előtt  |                |               |            |     |
|         | iparvágány a Jósvafői mészkőbánya felé | nyílt vonalon, Jósvafő-Aggtelek megállóhely után |                |               |            |     |

## 95. Kazincbarcika–Rudabánya-vasútvonal
- nem szerepel az alábbi listában az iparvágányszerű, rövid:[92]
  - a Kazincbarcika vasútállomásnál kiágazó (95a) Kazincbarcika–Rudolftelep-vasútvonal
  - Felsőnyárád (Feketevölgy)-vasútvonal
  - több más elbontott vasútvonal / iparvágány, így:[92] 1. Feketevölgy I. és II. aknai iparvágány, Kurityán. 2. Rudolftepeli Bánya, Rudolftelep. 3. Szeles III. akna, Szuhakálló és Sajókaza között helyezkedett el. 4. Alberttelep Bánya, Alberttelep. 5. Szuhakálló II. akna, később a Borsodi Szénbányák Központi fatelepe.

| Státusz | Név                                   | Kiágazó állomás        | Google utcakép | Google műhold | Megjegyzés         | Kép |
| ------- | ------------------------------------- | ---------------------- | -------------- | ------------- | ------------------ | --- |
|         | iparvágány a szeles aknák felé felé   | Szuhakálló megállóhely |                |               |                    |     |
|         | iparvágány Rudabánya-Vasérctelep felé | Rudabánya vasútállomás |                |               | Használaton kívül. |     |

## 98. Szerencs–Hidasnémeti-vasútvonal
| Státusz | Név                                               | Kiágazó állomás     | Google utcakép | Google műhold | Megjegyzés         | Kép |
| ------- | ------------------------------------------------- | ------------------- | -------------- | ------------- | ------------------ | --- |
|         | iparvágány a Kalina Hordó Kft. telephelye felé    | Mád vasútállomás    |                |               | Használaton kívül. |     |
|         | iparvágány                                        | Mád vasútállomás    |                |               |                    |     |
|         | iparvágány a tállyai kőbánya felé                 | Tállya vasútállomás |                |               |                    |     |
|         | iparvágány a Kender Logistic Kft. telephelye felé | Tállya vasútállomás |                |               | Használaton kívül. |     |

## 100. Budapest–Záhony-vasútvonal
- nem szerepel az iparvágányok között az iparvágányszerű, rövid:
  - Kaba vasútállomásnál kiágazó Kaba–Nádudvar-vasútvonal. A vonalon több iparvágány található (Chemical-Seed Kft., Agroferm Zrt., Nádudvari Agrokémiai Kft., Nagisz Zrt., Takarmánykeverő, Nádgép Zrt.).

| Státusz | Név | Kiágazó állomás                                    | Google utcakép | Google műhold | Megjegyzés | Kép |
| ------- | --- | -------------------------------------------------- | -------------- | ------------- | --- | --- |
|         | iparvágány | Monor vasútállomás                                 |                |               | Használaton kívül.                                                                                                   |     |
|         | iparvágány a betonkeverő üzem (Monori ÁG) felé                                                                                          | Monor vasútállomás                                 |                |               | Használatban. |     |
|         | iparvágány | Monor vasútállomás                                 |                |               | Használatban. |     |
|         | egy vontatóvágányszerű iparvágány a sertéshizlaldába, majd azon át egy fűrésztelepen keresztül, a volt Polgári Védelmi raktárbázis felé | Pilis vasútállomás                                 |                |               | Használaton kívül.                                                                                                   |     |
|         | iparvágány a MIRSA Rt. (hűtőház) felé                                                                                                   | Albertirsa vasútállomás                            |                |               | Használaton kívül.                                                                                                   |     |
|         | iparvágány a Ceglédi vetőmagüzem felé                                                                                                   | Cegléd vasútállomás                                |                |               | Használatban. |     |
|         | iparvágány a Minetechnik Kft. telephelye felé                                                                                           | Cegléd vasútállomás                                |                |               | Használaton kívül.                                                                                                   |     |
|         | iparvágány a Ceglédi szennyvíztisztító telep felé                                                                                       | Cegléd vasútállomás                                |                |               | Elbontva. |     |
|         | iparvágány a Fa-Feri Kft. telephelye felé                                                                                               | Cegléd vasútállomás                                |                |               | Használaton kívül.                                                                                                   |     |
|         | iparvágány a Concordia Közraktár Kereskedelmi Zrt. telephelye felé                                                                      | Cegléd vasútállomás                                |                |               | |     |
|         | iparvágány | Cegléd vasútállomás                                |                |               | |     |
|         | iparvágány az Agrokémia Ipartelep (korábban József Attila MGTSZ.) felé                                                                  | Abony vasútállomás                                 |                |               | Használaton kívül.                                                                                                   |     |
|         | iparvágány a Technovill Kft. telephelye felé                                                                                            | Szolnok vasútállomás                               |                |               | |     |
|         | iparvágány a MÁV FKG Kft. Szolnok Főépítésvezetőség telephelye felé                                                                     | Szolnok vasútállomás                               |                |               | |     |
|         | iparvágány a Villamos Vontatási Főnökség alállomása felé                                                                                | Szajol vasútállomás                                |                |               | |     |
|         | iparvágány a Cisfa Kft. telephelye felé                                                                                                 | Szajol vasútállomás                                |                |               | Használaton kívül.                                                                                                   |     |
|         | iparvágány a Hungaria Agro (ÁTI Depo) Kft. telephelye felé                                                                              | Szajol vasútállomás                                |                |               | Használatban. |     |
|         | iparvágány a MOL szajoli tartálytelepe felé                                                                                             | Szajol vasútállomás                                |                |               | Használaton kívül.                                                                                                   |     |
|         | iparvágány a Marnevall húsüzem felé | nyílt vonalon, Törökszentmiklós vasútállomás előtt |                |               | Használatban. |     |
|         | iparvágány a Törökszentmiklósi malom felé                                                                                               | Törökszentmiklós vasútállomás                      |                |               | |     |
|         | vontatóvágány iparvágányokkal a Tda Wood Kft. és CLAAS Hungária Kft. telephelye felé                                                    | Törökszentmiklós vasútállomás                      |                |               | |     |
|         | iparvágány a Szolnok Megyei Gabonaforgalmi Vállalat raktára felé                                                                        | Kisújszállás vasútállomás                          |                |               | Használaton kívül.                                                                                                   |     |
|         | iparvágány a MÁV alállomás felé | Karcag vasútállomás                                |                |               | Használaton kívül.                                                                                                   |     |
|         | iparvágány a Karcagi Téglagyár felé | Karcag vasútállomás                                |                |               | Elbontották. |     |
|         | iparvágány a Karcagi malom felé | Karcag vasútállomás                                |                |               | |     |
|         | iparvágány a Karcagi betonüzem felé | Karcag vasútállomás                                |                |               | Használaton kívül.                                                                                                   |     |
|         | iparvágány a püspökladányi talpfatelítő telep felé                                                                                      | Püspökladány vasútállomás                          |                |               | |     |
|         | iparvágány a Püspökladányi gabonatároló felé                                                                                            | Püspökladány vasútállomás                          |                |               | |     |
|         | iparvágány a MÁV állomás felé | Püspökladány vasútállomás                          |                |               | |     |
|         | iparvágány a Kabai cukorgyár felé | nyílt vonalon, Kaba vasútállomás előtt             |                |               | |     |
|         | iparvágány a Patyolat üzem felé | Hajdúszoboszló vasútállomás                        |                |               | |     |
|         | iparvágány a Hajdúszoboszló Vasúti Lefejtő felé                                                                                         | Hajdúszoboszló vasútállomás                        |                |               | Elbontották. |     |
|         | iparvágány | Hajdúszoboszló vasútállomás                        |                |               | |     |
|         | iparvágány a Chemostart Kft. telephelye felé                                                                                            | Hajdúszoboszló vasútállomás                        |                |               | |     |
|         | iparvágány a Vasútvill Kft. Ebesi Betáplálási telep felé                                                                                | Ebes vasútállomás                                  |                |               | |     |
|         | iparvágány az Energocell Üveghab üzem felé                                                                                              | Ebes vasútállomás                                  |                |               | |     |
|         | iparvágány a DTG Cement Kft. felé | Debrecen vasútállomás                              |                |               | |     |
|         | iparvágány a MÁV Start Járműigazgatóság Debreceni telephelye felé                                                                       | Debrecen vasútállomás                              |                |               | |     |
|         | iparvágány a Debreceni Erőmű felé | Debrecen vasútállomás                              |                |               | |     |
|         | vontatóvágány a Debreceni konzervgyár és más ipartelepek felé                                                                           | Debrecen vasútállomás                              |                |               | |     |
|         | iparvágány a Műhelytelep felé | nyílt vonalon, Debrecen vasútállomás után          |                |               | |     |
|         | iparvágány a Debreceni fatelep felé | nyílt vonalon, Debrecen vasútállomás után          |                |               | |     |
|         | vontatóvágány-szerű iparvágány több telephely (Debreceni Hulladékgyűjtő Kft., Smoking Acc. International Kft.) felé                     | nyílt vonalon, Apafa vasútállomás előtt            |                |               | Használaton kívül.                                                                                                   |     |
|         | iparvágány a Franz Kaminski Waggonbau Hungaria Kft. telephelye felé                                                                     | nyílt vonalon, Apafa vasútállomás előtt            |                |               | Használatban. |     |
|         | iparvágány a Metál-Sheet Kft. telephelye felé                                                                                           | Apafa vasútállomás                                 |                |               | Használaton kívül.                                                                                                   |     |
|         | iparvágány a Colas Északkő Kft. Debrecen – Apafa Logisztikai Park felé                                                                  | Apafa vasútállomás                                 |                |               | |     |
|         | iparvágány a vastelep felé | Hajdúhadház vasútállomás                           |                |               | |     |
|         | iparvágány a Hajdúsági Iparművek felé                                                                                                   | Téglás megállóhely                                 |                |               | Használaton kívül.                                                                                                   |     |
|         | iparvágány a Nyíregyházi (Tirpák) malom felé                                                                                            | nyílt vonalon, Nyíregyháza vasútállomás előtt      |                |               | Használaton kívül.                                                                                                   |     |
|         | iparvágány (gorítódombi vágány ?) | Nyíregyháza vasútállomás                           |                |               | |     |
|         | iparvágány a Nyíregyházi MÁV alállomás felé                                                                                             | Nyíregyháza vasútállomás                           |                |               | |     |
|         | vontatóvágány a Bottyán János utca menti ipartelepek (MÉH Zrt., Vállalkozói Park, Michelin Hungária Kft.) felé                          | Nyíregyháza vasútállomás                           |                |               | Használaton kívül.                                                                                                   |     |
|         | iparvágány | Nyíregyháza vasútállomás                           |                |               | |     |
|         | iparvágány az EKO Konzervipari Kft. telephelye felé                                                                                     | Nyíregyháza vasútállomás                           |                |               | |     |
|         | iparvágány a Nyíregyházi Erőmű felé | Nyíregyháza vasútállomás                           |                |               | |     |
|         | iparvágány | Sóstóhegy vasútállomás                             |                |               | Használaton kívül.                                                                                                   |     |
|         | iparvágány a felé | Nyírbogdány vasútállomás                           |                |               | |     |
|         | iparvágány a MOL Nyrt. bázistelep felé                                                                                                  | Nyírbogdány vasútállomás                           |                |               | |     |
|         | iparvágány a gyártelep felé | Demecser vasútállomás                              |                |               | Használaton kívül.                                                                                                   |     |
|         | iparvágány | Kisvárda vasútállomás                              |                |               | |     |
|         | iparvágány az OVIT Alállomás felé | Kisvárda vasútállomás                              |                |               | |     |
|         | iparvágány a Bodnár MÉH Kft. telephelye felé                                                                                            | Kisvárda vasútállomás                              |                |               | |     |
|         | iparvágány | Kisvárda vasútállomás                              |                |               | Használaton kívül.                                                                                                   |     |
|         | iparvágány | Kisvárda vasútállomás                              |                |               | Használaton kívül.                                                                                                   |     |
|         | iparvágány a Várda Vulkán Kft. telephelyére                                                                                             | Kisvárda vasútállomás                              |                |               | |     |
|         | iparvágány az East West Gate Terminál felé                                                                                              | Fényeslitke vasútállomás                           |                |               | |     |
|         | iparvágány az Tuzséri MVM telep felé | nyílt vonalon, Tuzsér vasútállomás előtt           |                |               | |     |
|         | iparvágány a MICHELIN Hungária Kft. (Taurus Carbonpack) telephelye felé                                                                 | Tuzsér vasútállomás                                |                |               | |     |
|         | iparvágány a Prímaengergia Zrt. tuzséri telephelye felé                                                                                 | Tuzsér vasútállomás                                |                |               | A telepre mindkét irányból 1-1 iparvágány halad be. Ezek a telepen belül egymás mellé érnek, de nincs csatlakozásuk. |     |
|         | iparvágány a Magiszter-S Kft. telephelye felé                                                                                           | Záhony vasútállomás                                |                |               | |     |
|         | iparvágány a Kelet-Trans 2000 Kft. telephelye felé                                                                                      | Záhony vasútállomás                                |                |               | |     |
|         | iparvágány a Transfer-R Kft. telephelye felé                                                                                            | Záhony vasútállomás                                |                |               | |     |
|         | iparvágány | nyílt vonalon, Záhony vasútállomás után            |                |               | |     |

## 100c. Szerencs–Nyíregyháza-vasútvonal
| Státusz | Név                                                            | Kiágazó állomás        | Google utcakép | Google műhold | Megjegyzés         | Kép |
| ------- | -------------------------------------------------------------- | ---------------------- | -------------- | ------------- | ------------------ | --- |
|         | iparvágány a HM Arzenál Elektromechanikai Zrt. telephelye felé | Nyírtelek vasútállomás |                |               | Használaton kívül. |     |

## 101. Püspökladány–Biharkeresztes-vasútvonal
| Státusz | Név                                                   | Kiágazó állomás             | Google utcakép | Google műhold | Megjegyzés | Kép |
| ------- | ----------------------------------------------------- | --------------------------- | -------------- | ------------- | ---------- | --- |
|         | iparvágány a Viterra Logisztikai Kft. telephelye felé | Berettyóújfalu vasútállomás |                |               |            |     |

## 102. Kál-Kápolna–Kisújszállás-vasútvonal
| Státusz | Név                                                     | Kiágazó állomás                           | Google utcakép | Google műhold | Megjegyzés         | Kép |
| ------- | ------------------------------------------------------- | ----------------------------------------- | -------------- | ------------- | ------------------ | --- |
|         | iparvágány az Alatkai honvédségi raktár felé            | nyílt vonalon, Erdőtelek megállóhely után |                |               | Használaton kívül. |     |
|         | iparvágány a gabonasilók felé                           | Heves vasútállomás                        |                |               | Használaton kívül. |     |
|         | iparvágány a 343 Kft. Heves Raktárbázis telephelye felé | Heves vasútállomás                        |                |               | Használaton kívül. |     |
|         | iparvágány a Kiskörei vízerőmű felé                     | nyílt vonalon, Kisköre vasútállomás után  |                |               | Elbontották.       |     |
|         | iparvágány a Rubber – World Kft. telephelye felé        | Kunhegyes vasútállomás                    |                |               | Használaton kívül. |     |
|         | iparvágány a Kunhegyesi I. számú fatelep felé           | Kunhegyes vasútállomás                    |                |               | Használaton kívül. |     |

## 103. Karcag–Tiszafüred-vasútvonal
| Státusz | Név                                                                         | Kiágazó állomás                              | Google utcakép | Google műhold | Megjegyzés         | Kép |
| ------- | --------------------------------------------------------------------------- | -------------------------------------------- | -------------- | ------------- | ------------------ | --- |
|         | iparvágány a Nagykunsági Mezőgazdasági Vízgazdálkodási Kft. telephelye felé | nyílt vonalon, Karcag vasútállomás után      |                |               | Használaton kívül. |     |
|         | iparvágány az UNIX Karcag telephelye felé                                   | nyílt vonalon, Karcag vasútállomás után      |                |               |                    |     |
|         | iparvágány a Cargill Takarmány Zrt. telephelye felé                         | Karcag-Ipartelep megállóhely                 |                |               | Használaton kívül. |     |
|         | iparvágány a Kunmadarasi repülőtér felé                                     | nyílt vonalon, Kunmadaras vasútállomás előtt |                |               | Használaton kívül. |     |
|         | iparvágány a Product-Expert Kft. telephelye felé                            | Tiszafüred-Gyártelep megállóhely             |                |               |                    |     |

## 105. Debrecen–Nyírábrány-vasútvonal
- nincs iparvágány a vonalon

## 106. Debrecen–Sáránd–Nagykereki-vasútvonal
| Státusz | Név                                              | Kiágazó állomás                           | Google utcakép | Google műhold | Megjegyzés         | Kép |
| ------- | ------------------------------------------------ | ----------------------------------------- | -------------- | ------------- | ------------------ | --- |
|         | iparvágány a Debreceni nemzetközi repülőtér felé | nyílt vonalon, Debrecen vasútállomás után |                |               | Használaton kívül. |     |
|         | iparvágány a terményszárító felé                 | Pocsaj-Esztár vasútállomás                |                |               | Használaton kívül. |     |

## 107. Debrecen–Sáránd–Létavértes-vasútvonal
- a vasútvonal Debrecentől Sárándig közös nyomvonalon halad a (106.) Debrecen–Sáránd–Nagykereki-vasútvonallal. Ennek a szakasznak az iparvágányait lásd ott.
- egyéb iparvágány nincs a vonalon

## 108. Debrecen–Füzesabony-vasútvonal
| Státusz | Név                                                     | Kiágazó állomás                        | Google utcakép | Google műhold | Megjegyzés                                                               | Kép |
| ------- | ------------------------------------------------------- | -------------------------------------- | -------------- | ------------- | ------------------------------------------------------------------------ | --- |
|         | vontatóvágány iparvágányokkal a Nyugati Ipari Park felé | Tócóvölgy vasútállomás                 |                |               | Használatban. Egyes részeit elbontották.                                 |     |
|         | iparvágány a BMW autógyár felé                          | Látókép megállóhely                    |                |               | Használatban. Ritka típusú, mindkét végén a vonalba bekötött iparvágány. |     |
|         | iparvágány                                              | nyílt vonalon, Egyek vasútállomás után |                |               |                                                                          |     |

## 109. Debrecen–Tiszalök-vasútvonal
- a vasútvonal Debrecen területén egy ideig közös nyomvonalon halad a (108.) Debrecen–Füzesabony-vasútvonallal. Ennek a résznek az iparvágányait lásd ott.

| Státusz | Név                                                                              | Kiágazó állomás                                     | Google utcakép | Google műhold | Megjegyzés         | Kép |
| ------- | -------------------------------------------------------------------------------- | --------------------------------------------------- | -------------- | ------------- | ------------------ | --- |
|         | iparvágány a TEVA gyógyszergyár felé felé                                        | nyílt vonalon, Tócóvölgy vasútállomás után          |                |               |                    |     |
|         | iparvágány az olajlefejtő felé                                                   | Zelemér megállóhely                                 |                |               | Használaton kívül. |     |
|         | iparvágány                                                                       | Hajdúböszörmény vasútállomás                        |                |               | Használaton kívül. |     |
|         | iparvágány a Hajdú Gabona Rt. telephelye felé                                    | Hajdúböszörmény vasútállomás                        |                |               | Használaton kívül. |     |
|         | vontatóvágány iparvágányokkal az egykori TSZ-telep és a szellőzőgyártó üzem felé | Hajdúnánás vasútállomás                             |                |               | Használaton kívül. |     |
|         | iparvágány a KK Gránit Kőkereskedés felé                                         | nyílt vonalon, Hajdúnánás-Vásártér megállóhely után |                |               | Használaton kívül. |     |
|         | iparvágány a Tedej Zrt. telephelye felé                                          | Tedej megállóhely                                   |                |               | Használaton kívül. |     |
|         | iparvágány az Alkaloida Vegyészeti Gyár felé                                     | Tiszavasvári vasútállomás                           |                |               |                    |     |

## 110. Debrecen–Nyírbátor–Mátészalka-vasútvonal
- a Debrecen és Apafa közötti szakasz iparvágányait lásd az ezen a szakaszon közös (100.) Budapest–Záhony-vasútvonalnál

| Státusz | Név | Kiágazó állomás                              | Google utcakép | Google műhold | Megjegyzés         | Kép |
| ------- | --- | -------------------------------------------- | -------------- | ------------- | ------------------ | --- |
|         | iparvágány | nyílt vonalon, Nyíradony vasútállomás után   |                |               | Használaton kívül. |     |
|         | iparvágány | nyílt vonalon Nyírbátor vasútállomás előtt   |                |               | Használaton kívül. |     |
|         | iparvágány az Unilever telepe felé | Nyírbátor vasútállomás                       |                |               |                    |     |
|         | iparvágány | Nyírbátor vasútállomás                       |                |               | Használaton kívül. |     |
|         | iparvágány a takarmánykeverő üzem felé | Nyírbátor vasútállomás                       |                |               |                    |     |
|         | iparvágány az ipari park felé | Nyírbátor vasútállomás                       |                |               | Használaton kívül. |     |
|         | vontatóvágány iparvágányokkal a húsüzem és a gépgyár felé                                                                                        | Nyírbátor vasútállomás                       |                |               | Használaton kívül. |     |
|         | vontatóvágány a Meggyesi út menti ipartelepek (Sansz 90 Kkt. Rutinpálya, Nord-Starke Holding Kft., Autó-Zentai Kft., Sandra Bútorgyár Kft.) felé | nyílt vonalon, Mátészalka vasútállomás előtt |                |               |                    |     |
|         | vontatóvágány iparvágányokkal a Nyugati Ipartelep (fatelep, vastelep) felé                                                                       | nyílt vonalon, Mátészalka vasútállomás előtt |                |               | Használatban.      |     |

## 111. Mátészalka–Záhony-vasútvonal
| Státusz | Név                                                                    | Kiágazó állomás                                 | Google utcakép | Google műhold | Megjegyzés         | Kép |
| ------- | ---------------------------------------------------------------------- | ----------------------------------------------- | -------------- | ------------- | ------------------ | --- |
|         | iparvágány az AUSTRIA JUICE Hungary Kft. telephelye felé               | nyílt vonalon, Vásárosnamény vasútállomás előtt |                |               |                    |     |
|         | iparvágány a Csekő-Ker Kft. telephelye felé                            | Vásárosnamény vasútállomás                      |                |               | Használaton kívül. |     |
|         | iparvágány a Swiss Krono Kft. (Interspan Faipari Kft.) telephelye felé | Vásárosnamény vasútállomás                      |                |               |                    |     |
|         | iparvágány a World-Transit Kft. telephelye felé                        | nyílt vonalon, Mándok vasútállomás előtt        |                |               |                    |     |
|         | iparvágány a Rail&Papier log eastics raktárai felé                     | nyílt vonalon, Mándok vasútállomás előtt        |                |               |                    |     |

## 112. Nagykálló–Nyíradony-vasútvonal
- nincs iparvágány a vonalon

## 113. Nyíregyháza–Mátészalka–Zajta-vasútvonal
- a vasútvonal Nyírbátor és Mátészalka között egy nyomvonalon halad a (110.) Debrecen–Nyírbátor–Mátészalka-vasútvonallal. Ennek a szakasznak az iparvágányait lásd ott.
- a Nyíregyháza vasútállomás környéki iparvágányokat lásd a (100.) Budapest–Záhony-vasútvonalnál

| Státusz | Név                                                             | Kiágazó állomás                              | Google utcakép | Google műhold | Megjegyzés | Kép |
| ------- | --------------------------------------------------------------- | -------------------------------------------- | -------------- | ------------- | ---------- | --- |
|         | iparvágány a Déli Ipari Park felé                               | nyílt vonalon, Nyíregyháza vasútállomás után |                |               |            |     |
|         | iparvágány a Bige Holding Holz Kft. telephelye felé             | Nagykálló vasútállomás                       |                |               |            |     |
|         | iparvágány az Agrimotor Kft. telephelye felé                    | Fehérgyarmat vasútállomás                    |                |               |            |     |
|         | iparvágány a Fehérgyarmati LŐTÉR – Pakiker kft. telephelye felé | Fehérgyarmat vasútállomás                    |                |               |            |     |

## 114. Mátészalka–Csenger-vasútvonal
| Státusz | Név                                                  | Kiágazó állomás              | Google utcakép | Google műhold | Megjegyzés | Kép |
| ------- | ---------------------------------------------------- | ---------------------------- | -------------- | ------------- | ---------- | --- |
|         | iparvágány a Szatmári konzervgyár tyukodi üzeme felé | Porcsalma-Tyukod megállóhely |                |               |            |     |

## 115. Mátészalka–Nagykároly-vasútvonal
| Státusz | Név                                         | Kiágazó állomás                             | Google utcakép | Google műhold | Megjegyzés | Kép |
| ------- | ------------------------------------------- | ------------------------------------------- | -------------- | ------------- | ---------- | --- |
|         | iparvágány a déli iparterület felé felé     | nyílt vonalon, Mátészalka vasútállomás után |                |               |            |     |
|         | iparvágány a Nagyecsedi hulladékkezelő felé | nyílt vonalon, Nagyecsed vasútállomás után  |                |               |            |     |

## 116. Nyíregyháza–Vásárosnamény-vasútvonal
- a Nyíregyháza vasútállomás menti iparvágányokat lásd a (100.) Budapest–Záhony-vasútvonalnál
- a Vásárosnamény vasútállomás menti iparvágányokat lásd a (111.) Mátészalka–Záhony-vasútvonalnál

| Státusz | Név                                                               | Kiágazó állomás                                     | Google utcakép | Google műhold | Megjegyzés         | Kép |
| ------- | ----------------------------------------------------------------- | --------------------------------------------------- | -------------- | ------------- | ------------------ | --- |
|         | iparvágány az ABO Holding Zrt. telephelye felé                    | nyílt vonalon, Nyíregyháza vasútállomás után        |                |               | Használaton kívül. |     |
|         | iparvágány a Nyírpapír Kft. telephelye felé                       | nyílt vonalon, Nyíregyháza külső vasútállomás előtt |                |               |                    |     |
|         | iparvágány a Dunapack Papírgyár felé                              | nyílt vonalon, Nyíregyháza külső vasútállomás előtt |                |               |                    |     |
|         | iparvágány a DDC Nyíregyházi Betonüzem felé                       | nyílt vonalon, Nyíregyháza külső vasútállomás előtt |                |               |                    |     |
|         | iparvágány a Danucem Magyarország Kft. Nyíregyházi Betonüzem felé | nyílt vonalon, Nyíregyháza külső vasútállomás előtt |                |               |                    |     |
|         | iparvágány az ÁP-Technology Kft. telephelye felé                  | Nyíregyháza külső vasútállomás                      |                |               |                    |     |
|         | iparvágány a Nyíregyházi Kenyérgyár felé                          | Nyíregyháza külső vasútállomás                      |                |               |                    |     |
|         | iparvágány a Prímagáz telephelye                                  | nyílt vonalon, Nyíregyháza külső vasútállomás után  |                |               |                    |     |
|         | iparvágány a Strabag felé                                         | nyílt vonalon, Oros megállóhely után                |                |               |                    |     |
|         | iparvágány                                                        | nyílt vonalon, Oros megállóhely után                |                |               |                    |     |
|         | 2 iparvágány az Ipari Park felé                                   | Baktalórántháza vasútállomás                        |                |               |                    |     |
|         | iparvágány a Mada-Hús Kft. telephelye felé                        | Nyírmada vasútállomás                               |                |               |                    |     |
|         | iparvágány a Carbon Black Kft. csomagolótelep felé                | Nyírmada vasútállomás                               |                |               |                    |     |
|         | iparvágány a Rauch Hungária Kft. telephelye felé                  | nyílt vonalon, Nyírmada vasútállomás után           |                |               | Használaton kívül. |     |

## 117. Ohat-Pusztakócs–Nyíregyháza-vasútvonal
- 2009 óta az Ohat-Pusztakócs és Tiszalök közötti részen nincs személyszállítás
- a Görögszállás és a Nyíregyháza közötti rész iparvágányait lásd a (100c) Szerencs–Nyíregyháza-vasútvonalnál

| Státusz | Név                                  | Kiágazó állomás                          | Google utcakép | Google műhold | Megjegyzés         | Kép |
| ------- | ------------------------------------ | ---------------------------------------- | -------------- | ------------- | ------------------ | --- |
|         | iparvágány a Polgár Ipari Park felé  | nyílt vonalon, Polgár vasútállomás előtt |                |               | Használaton kívül. |     |
|         | iparvágány a Tiszalöki vízerőmű felé | Tiszalöki Vízművek megállóhely           |                |               | Elbontották.       |     |

## 120. Szolnok–Békéscsaba–Lőkösháza-vasútvonal
- a Szolnok vasútállomásnál és Szajol vasútállomásnál lévő iparvágányokat lásd a (100.) Budapest–Záhony-vasútvonalnál

| Státusz | Név                                                                         | Kiágazó állomás                              | Google utcakép | Google műhold | Megjegyzés         | Kép |
| ------- | --------------------------------------------------------------------------- | -------------------------------------------- | -------------- | ------------- | ------------------ | --- |
|         | iparvágány a Pannontherm Építőanyag Kft. (volt TÜZÉP-telep) telephelye felé | Mezőtúr vasútállomás                         |                |               | Használaton kívül. |     |
|         | iparvágány a betonüzem felé                                                 | Mezőtúr vasútállomás                         |                |               | Használatban.      |     |
|         | iparvágány a GMW felé                                                       | Mezőtúr vasútállomás                         |                |               | Elbontva.          |     |
|         | iparvágány                                                                  | Mezőtúr vasútállomás                         |                |               |                    |     |
|         | iparvágány                                                                  | Mezőtúr vasútállomás                         |                |               |                    |     |
|         | iparvágány a volt Hidasháti Állami Gazdaság (ma: Hidasháti Zrt.) felé       | Murony vasútállomás                          |                |               |                    |     |
|         | vontatóvágány az Északi Ipartelep felé                                      | nyílt vonalon, Békéscsaba vasútállomás előtt |                |               |                    |     |
|         | iparvágány a Galéria Chemical Kft. telephelye felé                          | Békéscsaba vasútállomás                      |                |               |                    |     |
|         | iparvágány a Békéscsabai Baromfifeldolgozó Kft. telephelye felé             | Békéscsaba vasútállomás                      |                |               |                    |     |
|         | iparvágány az Uffer-Kr Kft. telephelye felé                                 | Békéscsaba vasútállomás                      |                |               |                    |     |
|         | iparvágány az AGRI CS Magyarország Kft. Békéscsabai Területi Központ felé   | Békéscsaba vasútállomás                      |                |               | Használaton kívül. |     |
|         | iparvágány a Békéscsabai Hűtőház felé                                       | Békéscsaba vasútállomás                      |                |               | Használaton kívül. |     |
|         | iparvágány a Minerva Hungary Kft. Szabadkígyósi raktártelepe felé           | Szabadkígyós vasútállomás                    |                |               | Használaton kívül. |     |
|         | iparvágány                                                                  | Kétegyháza vasútállomás                      |                |               |                    |     |

## 120a. Budapest–Újszász–Szolnok-vasútvonal
| Státusz | Név                                                  | Kiágazó állomás          | Google utcakép | Google műhold | Megjegyzés         | Kép |
| ------- | ---------------------------------------------------- | ------------------------ | -------------- | ------------- | ------------------ | --- |
|         | honvédségi iparvágány                                | Tápiószecső vasútállomás |                |               | Használaton kívül. |     |
|         | iparvágány a Kázmér utca menti ipartelepre           | Nagykáta vasútállomás    |                |               | Használaton kívül. |     |
|         | iparvágány a silóhoz                                 | Nagykáta vasútállomás    |                |               | Használaton kívül. |     |
|         | iparvágány a Vetőmag Vállalat felé                   | Tápiószele vasútállomás  |                |               |                    |     |
|         | iparvágány a CG Electric Systems Hungary telepe felé | Tápiószele vasútállomás  |                |               | Használaton kívül. |     |

## 121. Békéscsaba–Kétegyháza–Mezőhegyes–Újszeged-vasútvonal
- a Mezőhegyes vasútállomás menti iparvágányokat lásd a (125.) Mezőtúr–Orosháza–Mezőhegyes–Battonya-vasútvonalnál
- a Békéscsaba és Kétegyháza közötti részen lévő iparvágányokat lásd a (120.) Szolnok–Békéscsaba–Lőkösháza-vasútvonalnál

| Státusz | Név                                      | Kiágazó állomás                 | Google utcakép | Google műhold | Megjegyzés             | Kép |
| ------- | ---------------------------------------- | ------------------------------- | -------------- | ------------- | ---------------------- | --- |
|         | iparvágány a Nagylaki Kendergyár felé    | Nagylaki Kendergyár megállóhely |                |               | 2001 után elbontották. |     |
|         | iparvágány a magtárak felé               | Makó vasútállomás               |                |               | Használaton kívül.     |     |
|         | iparvágány a Zoljen Kft. telephelye felé | Makó vasútállomás               |                |               | Használaton kívül.     |     |
|         | iparvágány a Makói Gépgyár felé          | Makó vasútállomás               |                |               | Használaton kívül.     |     |
|         | iparvágány                               | Makó vasútállomás               |                |               | Használaton kívül.     |     |

## 125. Mezőtúr–Orosháza–Mezőhegyes–Battonya-vasútvonal
- a Mezőtúr vasútállomás menti iparvágányokat lásd a (120.) Szolnok–Békéscsaba–Lőkösháza-vasútvonalnál

| Státusz | Név                                                              | Kiágazó állomás                          | Google utcakép | Google műhold | Megjegyzés         | Kép |
| ------- | ---------------------------------------------------------------- | ---------------------------------------- | -------------- | ------------- | ------------------ | --- |
|         | 2 iparvágány a Szarvasi Medicago Kft. telephelye felé            | Szarvas vasútállomás                     |                |               | Használaton kívül. |     |
|         | iparvágány a Szűcsfém Kft. telephelye felé                       | nyílt vonalon, Szarvas vasútállomás után |                |               | Használaton kívül. |     |
|         | iparvágány az Orosházi üveggyár felé                             | Orosháza vasútállomás                    |                |               |                    |     |
|         | iparvágány az UD Stahl Recycling Kft. – Orosháza telephelye felé | Orosháza vasútállomás                    |                |               |                    |     |
|         | iparvágány a gabonasilók felé                                    | Orosháza vasútállomás                    |                |               |                    |     |
|         | iparvágány                                                       | Orosháza vasútállomás                    |                |               |                    |     |
|         | iparvágány az Újház Ilovszky Tüzéptelep felé                     | Orosháza vasútállomás                    |                |               |                    |     |
|         | iparvágány a Pannon Fine Food húscsomagoló üzeme felé            | Orosháza vasútállomás                    |                |               |                    |     |
|         | iparvágány az Orosházi malom felé                                | Orosháza vasútállomás                    |                |               | Használaton kívül. |     |
|         | iparvágány az IKR Agrár Kft. Kardoskúti Műtrágyaüzem felé        | Kardoskút vasútállomás                   |                |               |                    |     |
|         | iparvágány a Mezőhegyesi cukorgyár felé                          | Mezőhegyes vasútállomás                  |                |               | Használaton kívül. |     |
|         | iparvágány a Mezőhegyesi Vetőmagfeldolgozó Kft. telephelye felé  | Mezőhegyes vasútállomás                  |                |               |                    |     |

## 126. Kisszénás–Kondoros-vasútvonal
- nincs iparvágány a vonalon

## 127. Körösnagyharsány–Vésztő–Gyoma-vasútvonal
- Körösnagyharsány–Vésztő között 2009 óta nincs személyszállítás (egy rövid 2013-2015 közötti időt leszámítva), a szakaszt teherszállításra sem használják
- a Vésztő vasútállomásnál lévő iparvágányokat lásd a (128.) Békéscsaba–Kötegyán–Vésztő–Püspökladány-vasútvonalnál

| Státusz | Név                                                | Kiágazó állomás        | Google utcakép | Google műhold | Megjegyzés         | Kép |
| ------- | -------------------------------------------------- | ---------------------- | -------------- | ------------- | ------------------ | --- |
|         | iparvágány az olajtároló (Electraplan Vésztő) felé | Kótpuszta megállóhely  |                |               | Használaton kívül. |     |
|         | iparvágány a Szeghalmi Gabonasiló felé             | Szeghalom vasútállomás |                |               | Használatban.      |     |
|         | iparvágány az Oryza Hántoló Kft. telephelye felé   | Dévaványa vasútállomás |                |               | Használaton kívül. |     |

## 128. Békéscsaba–Kötegyán–Vésztő–Püspökladány-vasútvonal
- a Békéscsaba vasútállomásnál lévő iparvágányokat lásd a (120.) Szolnok–Békéscsaba–Lőkösháza-vasútvonalnál
- a Szeghalom vasútállomásnál lévő iparvágányokat lásd a (127.) Körösnagyharsány–Vésztő–Gyoma-vasútvonalnál
- a Püspökladány vasútállomásnál lévő iparvágányokat lásd a (100.) Budapest–Záhony-vasútvonalnál

| Státusz | Név | Kiágazó állomás                                    | Google utcakép | Google műhold | Megjegyzés                                                 | Kép |
| ------- | --- | -------------------------------------------------- | -------------- | ------------- | ---------------------------------------------------------- | --- |
|         | vontatóvágány iparvágányokkal a Grósz Burkolóház Kft., a Kőtörő Telep Kft. és a Wienerberger Téglaipari Rt. telephelyei felé | nyílt vonalon, Békéscsaba vasútállomás után        |                |               |                                                            |     |
|         | iparvágány a Henyei Miklós utca menti ipartelepek felé                                                                       | Gyula vasútállomás                                 |                |               |                                                            |     |
|         | iparvágány a Gyulai TÜZÉP-telep felé                                                                                         | Gyula vasútállomás                                 |                |               | Használaton kívül.                                         |     |
|         | 2 iparvágány a Sarkadi cukorgyár felé                                                                                        | Sarkad vasútállomás                                |                |               |                                                            |     |
|         | iparvágány a Sarkadi gabonasilók felé                                                                                        | Sarkad vasútállomás                                |                |               |                                                            |     |
|         | iparvágány a Nostra tárház felé                                                                                              | Vésztő vasútállomás                                |                |               | Elbontották.                                               |     |
|         | iparvágány az Olajipari Malom felé                                                                                           | Vésztő vasútállomás                                |                |               | Elbontották.                                               |     |
|         | iparvágány a MOL-telephely felé                                                                                              | nyílt vonalon, Füzesgyarmatfürdő megállóhely előtt |                |               |                                                            |     |
|         | iparvágány a Cargill telephely felé                                                                                          | Füzesgyarmat vasútállomás                          |                |               | Ritka típusú, mindkét végén a vonalba bekötött iparvágány. |     |
|         | iparvágány a Füzesgyarmati Biogázüzem felé                                                                                   | nyílt vonalon, Füzesgyarmat vasútállomás után      |                |               | Ritka, deltavágányos iparvágány.                           |     |

## 129. Murony–Békés-vasútvonal
- nincs iparvágány a vonalon

## 130. Szolnok–Hódmezővásárhely–Makó-vasútvonal
- a Szolnok vasútállomásnál és Szajol vasútállomásnál lévő iparvágányokat lásd a (100.) Budapest–Záhony-vasútvonalnál
- a Makó vasútállomásnál lévő iparvágányokat lásd a (121.) Kétegyháza–Újszeged-vasútvonalnál

| Státusz | Név                                                                                       | Kiágazó állomás                                   | Google utcakép | Google műhold | Megjegyzés         | Kép |
| ------- | ----------------------------------------------------------------------------------------- | ------------------------------------------------- | -------------- | ------------- | ------------------ | --- |
|         | iparvágány a Bunge növényolajgyár felé                                                    | nyílt vonalon, Martfű vasútállomás előtt          |                |               | Használatban.      |     |
|         | iparvágány a Tisza Cipőgyár felé                                                          | Martfű vasútállomás                               |                |               | Használaton kívül. |     |
|         | iparvágány                                                                                | Tiszaföldvár vasútállomás                         |                |               |                    |     |
|         | iparvágány a Szentesi Engergiaellátási Szakasz telephelye felé                            | Szentes vasútállomás                              |                |               |                    |     |
|         | iparvágány a Szentes Nagybani Piac felé                                                   | Szentes vasútállomás                              |                |               |                    |     |
|         | iparvágány a Hungerit Zrt. telephelye felé                                                | nyílt vonalon, Szentes vasútállomás után          |                |               |                    |     |
|         | vontatóvágány a Legrand Kft., a kapcsológyár (Kontakta Alkatrészgyár) és a téglagyár felé | nyílt vonalon, Szentes vasútállomás után          |                |               | Használaton kívül. |     |
|         | iparvágány az Ido-Trió Kft. telephelye felé                                               | nyílt vonalon, Szentes vasútállomás után          |                |               |                    |     |
|         | iparvágány az Árpád Agrár Rt. felé                                                        | Berekhát vasútállomás                             |                |               | Használaton kívül. |     |
|         | iparvágány                                                                                | Mindszent vasútállomás                            |                |               |                    |     |
|         | iparvágány                                                                                | Mártély megállóhely                               |                |               | Használaton kívül. |     |
|         | iparvágány a Hódmezővásárhelyi malom felé                                                 | Hódmezővásárhely vasútállomás                     |                |               | Használaton kívül. |     |
|         | iparvágány a majolikagyár (Alföldi Porcelángyár) felé                                     | Hódmezővásárhely vasútállomás                     |                |               |                    |     |
|         | iparvágány a TÜZÉP-telep felé                                                             | Hódmezővásárhely vasútállomás                     |                |               | Használatban.      |     |
|         | iparvágány a METAL TECH MECHANIKA Kft. Műhely felé                                        | nyílt vonalon, Hódmezővásárhely vasútállomás után |                |               |                    |     |
|         | iparvágány a Metal Tech Mechanika Kft. felé                                               | nyílt vonalon, Hódmezővásárhely vasútállomás után |                |               | Használatban.      |     |
|         | iparvágány a Delta Clean Kft. telephelye felé                                             | nyílt vonalon, Hódmezővásárhely vasútállomás után |                |               | Használaton kívül. |     |
|         | iparvágány az IKR Agrár Kft. Hódmezővásárhelyi Műtrágyaüzem felé                          | nyílt vonalon, Szikáncs megállóhely után          |                |               | Használatban.      |     |
|         | iparvágány a Mezőker Kft. telephelye felé                                                 | Makó-Újváros vasútállomás                         |                |               | Használaton kívül. |     |
|         | iparvágány a BSV Agro Kft. telephelye felé                                                | Makó-Újváros vasútállomás                         |                |               |                    |     |

## 135. Szeged–Békéscsaba-vasútvonal
- a Szeged vasútállomásnál, és a közös szakaszon (Szabadkai útig) lévő iparvágányokat lásd a (140.) Cegléd–Szeged-vasútvonalnál
- a Hódmezővásárhely vasútállomásnál lévő iparvágányokat lásd a (130.) Szolnok–Hódmezővásárhely–Makó-vasútvonalnál
- az Orosháza vasútállomásnál lévő iparvágányokat lásd a (125.) Mezőtúr–Orosháza–Mezőhegyes–Battonya-vasútvonalnál
- a Békéscsaba vasútállomásnál lévő iparvágányokat lásd a (120.) Szolnok–Békéscsaba–Lőkösháza-vasútvonalnál

| Státusz | Név                                                   | Kiágazó állomás                                | Google utcakép | Google műhold | Megjegyzés    | Kép |
| ------- | ----------------------------------------------------- | ---------------------------------------------- | -------------- | ------------- | ------------- | --- |
|         | iparvágány a Csarnokház felé                          | nyílt vonalon, Szeged-Rókus vasútállomás előtt |                |               |               |     |
|         | iparvágány a Trolibusz telephely felé                 | Szeged-Rókus vasútállomás                      |                |               |               |     |
|         | iparvágány a rakodótelep felé                         | nyílt vonalon, Szeged-Rókus vasútállomás után  |                |               |               |     |
|         | vontatóvágány a Jura Ipari Park felé                  | Algyő vasútállomás                             |                |               | Használatban. |     |
|         | iparvágány a Kert Centrum felé                        | Algyő vasútállomás                             |                |               |               |     |
|         | iparvágány a KITE Zrt. – Telekgerendás Alközpont felé | Telekgerendás vasútállomás                     |                |               |               |     |

## 136. Szeged–Szabadka-vasútvonal
- Röszkéig (határ) nincs iparvágány a vonalon

## 140. Cegléd–Szeged-vasútvonal
- a Cegléd vasútállomásnál lévő iparvágányokat lásd a (100.) Budapest–Záhony-vasútvonalnál

| Státusz | Név                                                                                                | Kiágazó állomás                            | Google utcakép | Google műhold | Megjegyzés | Kép |
| ------- | -------------------------------------------------------------------------------------------------- | ------------------------------------------ | -------------- | ------------- | --- | --- |
|         | iparvágány                                                                                         | Nagykőrös vasútállomás                     |                |               | Használaton kívül. |     |
|         | iparvágány az Olajtároló telep felé                                                                | Nagykőrös vasútállomás                     |                |               | Használaton kívül. |     |
|         | iparvágány a Nagykőrösi Konzervgyár felé                                                           | Nagykőrös vasútállomás                     |                |               | Használaton kívül. |     |
|         | iparvágány a Dónáth Kft. telephelye felé                                                           | Nagykőrös vasútállomás                     |                |               | |     |
|         | iparvágány a baromfi feldolgozó üzem (Barnevál, később Gallfood Kft.) felé                         | Kecskemét vasútállomás                     |                |               | Használaton kívül. 2025-ben a vágányokat is magába foglaló teleket egy lakótelepi épületek fejlesztésével foglalkozó vállalat vásárolta meg. |     |
|         | iparvágány FÉMKER Kft. telephelye felé                                                             | Kecskemét vasútállomás                     |                |               | Használatban. |     |
|         | vonatóvágány a Keleti ipartelepek felé                                                             | Kecskemét vasútállomás                     |                |               | |     |
|         | iparvágány a Pályafenntartási Telephely MÁV Ingatlankezelési Egység Kecskeméti telep felé          | Kecskemét vasútállomás                     |                |               | Használatban. |     |
|         | iparvágány a Kecskeméti Mercedes gyár felé                                                         | nyílt vonalon, Kecskemét vasútállomás után |                |               | Használatban. Magyarország egyik legnagyobb forgalmú iparvágánya. 2011-ben épült az új Daimler autógyár kiszolgálására.[forrás?] Az országos nyílt hozzáférésű hálózathoz 0,9 km tartozik, ehhez a pályaszakaszhoz elméletben a Mercedestől független iparvágányok is csatlakozhatnának.[forrás?] 2023-ban a vágányról 566 tehervonat[forrás?] indult. |     |
|         | iparvágány                                                                                         | Városföld vasútállomás                     |                |               | |     |
|         | iparvágány az IKR Agrár Kft. Városföldi Műtrágyaüzeme felé                                         | Városföld vasútállomás                     |                |               | Használatban. |     |
|         | iparvágány a Fornetti Bútorüzem felé                                                               | Kiskunfélegyháza vasútállomás              |                |               | Használaton kívül. |     |
|         | iparvágány az Antares Hungaria Kft. telephelye felé                                                | Szatymaz vasútállomás                      |                |               | Használaton kívül. |     |
|         | iparvágány a volt DÉLÉP házgyár felé                                                               | Kiskundorozsma vasútállomás                |                |               | Használaton kívül. |     |
|         | Dorozsmai úti vontatóvágány („Szállásvágány”)                                                      | Kiskundorozsma vasútállomás                |                |               | Részben használatban, részben használaton kívül. A Szatmári malom felé vezető részt elbontották a Vásár- és a Tűzoltó utcában a 2010-es években. |     |
|         | iparvágány a Pick szalámigyár felé                                                                 | nyílt vonalon, Szeged vasútállomás előtt   |                |               | |     |
|         | iparvágány a TIG Állami Tartalékgazdálkodási Nonprofit Gazdasági Társaság "FA"- Szegedi telep felé | nyílt vonalon, Szeged vasútállomás előtt   |                |               | |     |
|         | iparvágány a Szegedi Paprika Zrt. üzeme felé                                                       | nyílt vonalon, Szeged vasútállomás előtt   |                |               | Használaton kívül. A Szeged-Tisza vasútállomás felé vezető vágányból ágazik ki. |     |

## 142. Budapest–Lajosmizse–Kecskemét-vasútvonal
- a Kecskemét alsó vasútállomásnál lévő iparvágányokat lásd a (152.) Fülöpszállás–Kecskemét-vasútvonalnál
- a Kecskemét vasútállomásnál lévő iparvágányokat lásd a (140.) Cegléd–Szeged-vasútvonalnál
- nem szerepel az iparvágányok között az iparvágány-szerű, rövid:
  - a Táborfalva vasútállomásnál kiágazó Táborfalva–Táborfalva-Fenyves rakodó vasútvonal. A vonalról 4 katonai telepre vezetnek iparvágányok.
  - a Hetényegyháza vasútállomásnál kiágazó Hetényegyháza–Kerekegyháza-vasútvonal (elbontva)

| Státusz | Név                                            | Kiágazó állomás                                      | Google utcakép | Google műhold | Megjegyzés         | Kép |
| ------- | ---------------------------------------------- | ---------------------------------------------------- | -------------- | ------------- | ------------------ | --- |
|         | a Flott-Trans Kft. gyáli központja felé        | nyílt vonalon, Gyál vasútállomás után                |                |               |                    |     |
|         | iparvágány az ócsai rakodótelep felé           | nyílt vonalon, Ócsa vasútállomás előtt               |                |               | Használaton kívül. |     |
|         | iparvágány az ócsai HM üzemanyagraktár felé    | nyílt vonalon, Ócsa vasútállomás után                |                |               |                    |     |
|         | iparvágány az inárcsi HM-bázis felé            | Inárcs-Kakucs vasútállomás                           |                |               |                    |     |
|         | iparvágány a Dabasi gabonatároló felé          | Dabas vasútállomás                                   |                |               |                    |     |
|         | iparvágány a Jasin Kft. telephelye felé        | Dabas vasútállomás                                   |                |               |                    |     |
|         | iparvágány a téglagyár felé                    | Klábertelep megállóhely                              |                |               |                    |     |
|         | iparvágány a hetényegyházi HM olajraktár felé  | Hetényegyháza vasútállomás                           |                |               | Használaton kívül. |     |
|         | iparvágány a borforgalmi vállalat felé         | Kecskemét-Máriaváros megállóhely                     |                |               | Használaton kívül. |     |
|         | iparvágány a Kiskőrösi út menti ipartelep felé | nyílt vonalon, Kecskemét-Máriaváros megállóhely után |                |               | Használaton kívül. |     |

## 145. Szolnok–Kecskemét-vasútvonal
- a Kecskemét vasútállomás menti iparvágányokat lásd a (140.) Cegléd–Szeged-vasútvonalnál

| Státusz | Név | Kiágazó állomás                             | Google utcakép | Google műhold | Megjegyzés    | Kép |
| ------- | --- | ------------------------------------------- | -------------- | ------------- | ------------- | --- |
|         | vontatóvágány iparvágányokkal a Szolnoki Járműjavító és a Logisztikai Park felé | nyílt vonalon, Szolnok vasútállomás után    |                |               | Használatban. |     |
|         | iparvágány a Mozaik raktár felé | nyílt vonalon, Szolnok vasútállomás után    |                |               |               |     |
|         | iparvágány a Kőrösi út menti ipartelep felé | nyílt vonalon, Szolnok vasútállomás után    |                |               |               |     |
|         | iparvágány a Környezet 2001 Kft. telephelye felé | nyílt vonalon, Szolnok vasútállomás után    |                |               |               |     |
|         | iparvágány az Alcufer Kft. telephelye felé | nyílt vonalon, Szolnok vasútállomás után    |                |               |               |     |
|         | iparvágány a Piroska úti Ipari Park felé | nyílt vonalon, Piroska megállóhely előtt    |                |               |               |     |
|         | iparvágány a volt Állami Gazdaság felé | nyílt vonalon, Piroska megállóhely után     |                |               |               |     |
|         | iparvágány a Tiszamenti Vegyiművek felé | nyílt vonalon, Piroska megállóhely után     |                |               |               |     |
|         | iparvágány a volt Szikrai Állami Gazdaság felé | Nyárlőrinc alsó megállóhely                 |                |               |               |     |
|         | vontatóvágány iparvágányokkal, a Beton Center Kft. telephelye, a Acéldiszkont-Kecskemét telephelye, a BMT-TRUCK Kft. telephelye, a MOL Kecskeméti bázistelepe, és a Kecskeméti repülőtér felé | nyílt vonalon, Kecskemét vasútállomás előtt |                |               | Használatban. |     |

## 146. Kiskunfélegyháza–Kunszentmárton-vasútvonal
| Státusz | Név                                                         | Kiágazó állomás                            | Google utcakép | Google műhold | Megjegyzés         | Kép |
| ------- | ----------------------------------------------------------- | ------------------------------------------ | -------------- | ------------- | ------------------ | --- |
|         | iparvágány a homokbánya felé                                | Tiszaalpár megállóhely                     |                |               |                    |     |
|         | iparvágány a Flaga Hungária Kft., Lakiteleki töltőüzem felé | nyílt vonalon, Lakitelek vasútállomás után |                |               | Használaton kívül. |     |

## 147. Kiskunfélegyháza–Orosháza-vasútvonal
- a Kiskunfélegyháza vasútállomás menti iparvágányokat lásd a (140.) Cegléd–Szeged-vasútvonalnál
- a Szentes vasútállomás menti iparvágányokat lásd a (130.) Szolnok–Hódmezővásárhely–Makó-vasútvonalnál
- az Orosháza vasútállomás menti iparvágányokat lásd a (125.) Mezőtúr–Orosháza–Mezőhegyes–Battonya-vasútvonalnál

| Státusz | Név                                                           | Kiágazó állomás                                   | Google utcakép | Google műhold | Megjegyzés         | Kép |
| ------- | ------------------------------------------------------------- | ------------------------------------------------- | -------------- | ------------- | ------------------ | --- |
|         | iparvágány a Gabonaforgalmi és Malomipari Vállalat felé       | nyílt vonalon, Kiskunfélegyháza vasútállomás után |                |               | Elbontották.       |     |
|         | iparvágány a Marillen Gyümölcsfeldolgozó Kft. telephelye felé | nyílt vonalon, Városi park megállóhely előtt      |                |               |                    |     |
|         | iparvágány a Csanyi ipartelep felé                            | nyílt vonalon, Városi park megállóhely előtt      |                |               |                    |     |
|         | iparvágány a [?] üzem felé                                    | Csongrád vasútállomás                             |                |               | Használaton kívül. |     |

## 150. Budapest–Kelebia-vasútvonal
- nem szerepel az iparvágányok között az iparvágány-szerű:
  - a Délegyháza vasútállomásnál kiágazó Délegyháza–Délegyháza-Újbánya vasútvonal. A vonalon nincs külön iparvágány.

| Státusz | Név                                                                                         | Kiágazó állomás                               | Google utcakép | Google műhold | Megjegyzés                       | Kép |
| ------- | ------------------------------------------------------------------------------------------- | --------------------------------------------- | -------------- | ------------- | -------------------------------- | --- |
|         | iparvágány a Kiskunlacházi repülőtér felé                                                   | Kiskunlacháza vasútállomás                    |                |               | Használaton kívül.               |     |
|         | iparvágány a MÁV Zrt. Felsővezetéki Szakasz Szabadszállás telephely felé                    | Szabadszállás vasútállomás                    |                |               | Használaton kívül.               |     |
|         | iparvágány a TÜZÉP-telep felé                                                               | Szabadszállás vasútállomás                    |                |               | Használaton kívül.               |     |
|         | iparvágány az Eszesvin Borászati és Kereskedelmi Kft. és a Natura Wood Kft. telephelye felé | Csengőd vasútállomás                          |                |               | Használaton kívül.               |     |
|         | vontatóvágány a keleti ipartelepek felé                                                     | nyílt vonalon, Kiskunhalas vasútállomás előtt |                |               | Használaton kívül.               |     |
|         | iparvágány a Halasi malom felé                                                              | Kiskunhalas vasútállomás                      |                |               | A gyár területén leaszfaltozták. |     |
|         | iparvágány a HUNENT Víziszárnyas Feldolgozó Zrt. telephelye felé                            | Kiskunhalas vasútállomás                      |                |               |                                  |     |

## 151. Kunszentmiklós-Tass–Dunapataj-vasútvonal
- 2007 óta nincs személyszállítás a vonalon, teherszállítás is csak Kunszentmiklós-Tass és Solt között van.
- nincs iparvágány a vonalon

## 152. Fülöpszállás–Kecskemét-vasútvonal
- A vasútvonalon 2007 óta nincs személyszállítás. Egyes részeit használják teherszállításra.
- a Kecskemét vasútállomásnál lévő iparvágányokat lásd a (140.) Cegléd–Szeged-vasútvonalnál

| Státusz | Név                                               | Kiágazó állomás                                  | Google utcakép | Google műhold | Megjegyzés                                                   | Kép |
| ------- | ------------------------------------------------- | ------------------------------------------------ | -------------- | ------------- | ------------------------------------------------------------ | --- |
|         | iparvágány                                        | Izsák vasútállomás                               |                |               | Használaton kívül.                                           |     |
|         | iparvágány a Royalsekt Zrt. telephelye felé       | Agárdytelep vasútállomás                         |                |               | Használaton kívül. Ritka, mindkét végén bekötött iparvágány. |     |
|         | iparvágány az állomás menti ipartelep felé        | Helvécia vasútállomás                            |                |               |                                                              |     |
|         | vontatóvágány Kecskemét–Nyugati ipartelepek felé  | nyílt vonalon, Kecskemét alsó vasútállomás előtt |                |               | Használaton kívül.                                           |     |
|         | iparvágány a BS CNC Workshop Kft. telephelye felé | nyílt vonalon, Kecskemét alsó vasútállomás előtt |                |               | Használaton kívül.                                           |     |
|         | iparvágány az Alcufer Kft. telephelye felé        | Kecskemét alsó vasútállomás                      |                |               |                                                              |     |
|         | vontatóvágány Kecskemét–Déli ipartelepek felé     | Kecskemét alsó vasútállomás                      |                |               | Használaton kívül.                                           |     |
|         | iparvágány                                        | Kecskemét alsó vasútállomás                      |                |               | Használaton kívül.                                           |     |
|         | iparvágány a Vasraktárak felé                     | Kecskemét alsó vasútállomás                      |                |               | Használaton kívül.                                           |     |
|         | iparvágány a magtár felé                          | Kecskemét alsó vasútállomás                      |                |               | Használaton kívül.                                           |     |
|         | iparvágány a Deltaplast Zrt. telephelye felé      | Kecskemét alsó vasútállomás                      |                |               | Használaton kívül.                                           |     |

## 153. Kiskőrös–Kalocsa-vasútvonal
| Státusz | Név                                                                                         | Kiágazó állomás                          | Google utcakép | Google műhold | Megjegyzés                                                                                  | Kép |
| ------- | ------------------------------------------------------------------------------------------- | ---------------------------------------- | -------------- | ------------- | ------------------------------------------------------------------------------------------- | --- |
|         | vontatóvágány iparvágány a Szakmári Gabona Kft. és a Borealis Hungary Kft. telephelyek felé | Kalocsa vasútállomás                     |                |               | A Borelis iparvágány áll használatban.                                                      |     |
|         | iparvágány a TÜZÉP-telepre                                                                  | nyílt vonalon, Kalocsa vasútállomás után |                |               |                                                                                             |     |
|         | iparvágány                                                                                  | nyílt vonalon, Kalocsa vasútállomás után |                |               |                                                                                             |     |
|         | iparvágány a foktői növényolajgyárhoz (Vittera) felé                                        | nyílt vonalon, Kalocsa vasútállomás után |                |               | Használatban. Új építésű (2011) iparvágány, ezért lett meghosszabbítva a vonal a Duna felé. |     |

## 154. Bátaszék–Baja–Kiskunhalas-vasútvonal
- nem szerepel az iparvágányok között az iparvágány-szerű:
  - a nyílt vonalon, Baja vasútállomás előtt kiágazó Baja–Baja-Dunapart-vasútvonal. A vonalon nincs külön iparvágány.
  - a nyílt vonalon, Baja vasútállomás után kiágazó Baja–Baja-külső-vasútvonal

| Státusz | Név                                                 | Kiágazó állomás             | Google utcakép | Google műhold | Megjegyzés | Kép |
| ------- | --------------------------------------------------- | --------------------------- | -------------- | ------------- | --- | --- |
|         | iparvágány a Pörbölyi fatelep felé                  | Pörböly vasútállomás        |                |               | Használatban. A Gemenci Állami Erdei Vasút vágányai mellé csatlakozik. Ritka, mindkét végén bekötött iparvágány. |     |
|         | iparvágány a Bajai malom felé                       | Baja vasútállomás           |                |               | Használaton kívül.                                                                                               |     |
|         | iparvágány a Bajai cementárugyár felé               | Baja vasútállomás           |                |               | Elbontották. |     |
|         | iparvágány a Rudnay Gyula utca menti ipartelep felé | Baja vasútállomás           |                |               | Használaton kívül.                                                                                               |     |
|         | iparvágány a Kite Zrt. telephelye felé              | Mátéházapuszta vasútállomás |                |               | Használaton kívül.                                                                                               |     |
|         | iparvágány a TÜZÉP-telepre                          | Bácsalmás vasútállomás      |                |               | Használaton kívül.                                                                                               |     |
|         | iparvágány a silókhoz                               | Bácsalmás vasútállomás      |                |               | Használaton kívül.                                                                                               |     |
|         | iparvágány az Univerholz Kft. telephelye felé       | Mélykút vasútállomás        |                |               | |     |
|         | iparvágány a Hergevica Kft. telephelye felé         | Jánoshalma vasútállomás     |                |               | |     |

## 155. Kiskunhalas–Kiskunfélegyháza-vasútvonal
| Státusz | Név                                                                          | Kiágazó állomás                                    | Google utcakép | Google műhold | Megjegyzés         | Kép |
| ------- | ---------------------------------------------------------------------------- | -------------------------------------------------- | -------------- | ------------- | ------------------ | --- |
|         | iparvágány a vasútállomás menti telep felé                                   | Tajó megállóhely                                   |                |               | Használaton kívül. |     |
|         | iparvágány a Re-Cord Mega Kft. telephelye felé                               | nyílt vonalon, Kiskunmajsa vasútállomás előtt      |                |               | Használatban.      |     |
|         | iparvágány a MÁV Zrt. Felsővezetéki Szakasz Kiskunfélegyháza telephelye felé | nyílt vonalon, Kiskunfélegyháza vasútállomás előtt |                |               |                    |     |